# Nagysurány
Nagysurány (szlovákul Šurany) város Szlovákiában, a Nyitrai kerületben, az Érsekújvári járásban, Érsekújvár és Nyitra között. Nagysurány környéke a két világháború közötti időig szlovák nyelvi szigetet alkotott a Kisalföldön, mely ma már érintkezik Verebély irányában a szlovák-tömbbel. Nagysurány területén találták meg Szlovákia egyik legrégibb Vénusz szobrocskáját, a Váradi Vénuszt Kisvárad városrészben. Ipari-mezőgazdasági település.

## Fekvése

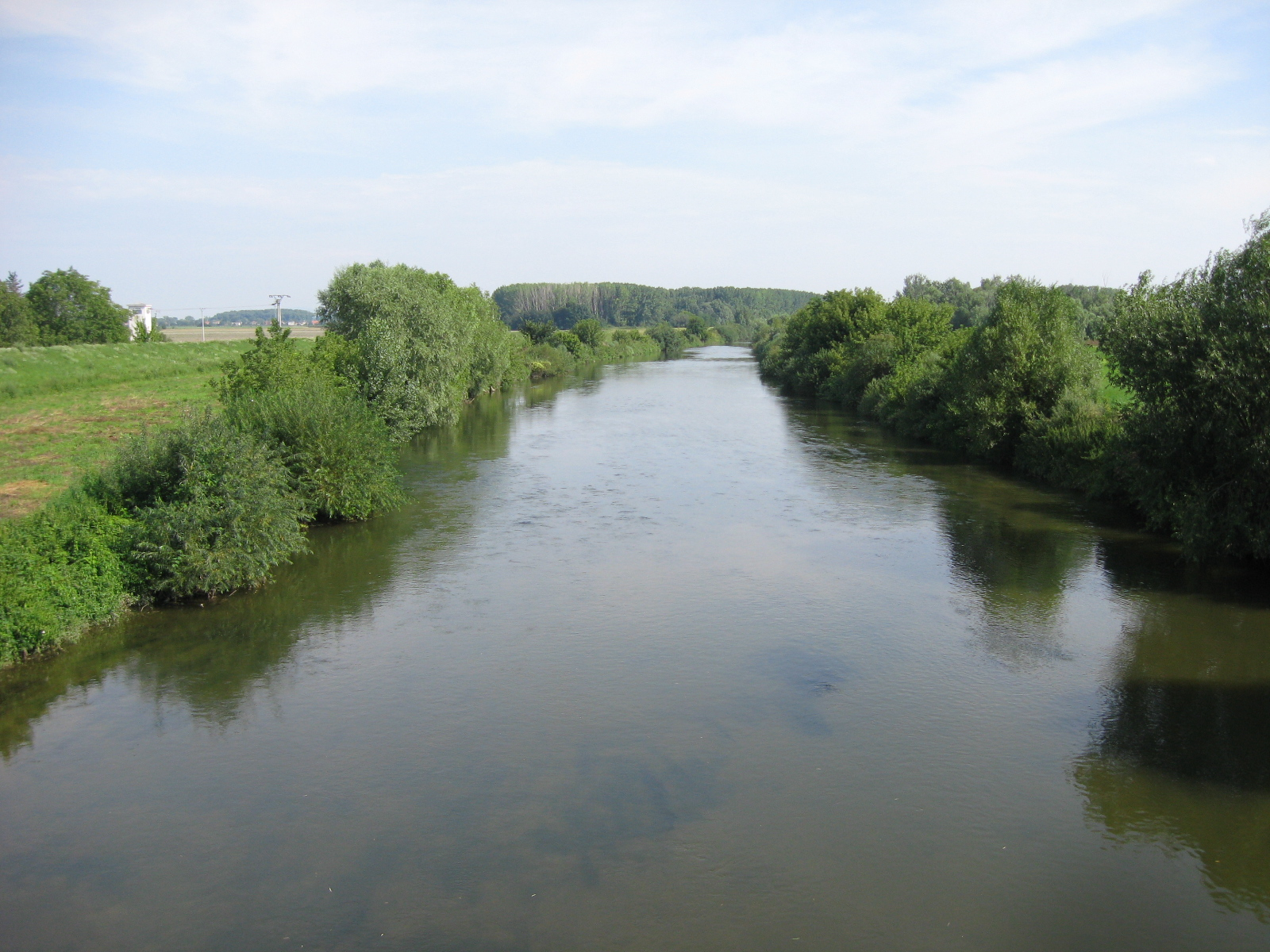
A Nyitra folyó fő ága az egykori Cétényke Kisváradnál.
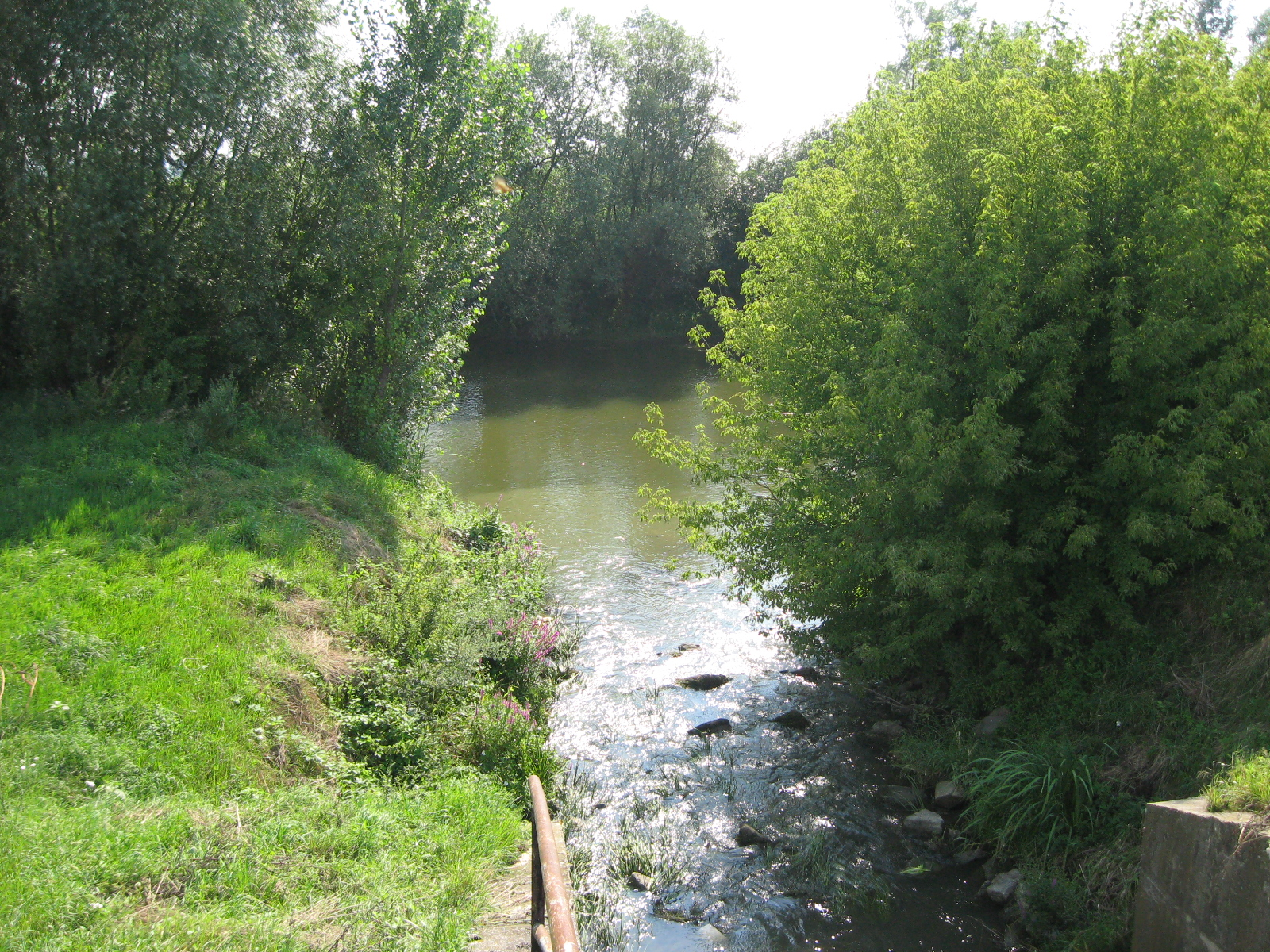
A Kis-Nyitra (az egykori fő ág) torkolata a Céténykébe (a Nyitra mai fő ága).

Érsekújvártól 10 km-re északra, a Nyitra (folyó) jobb partján fekszik. A település Nyitra városától 27 km-re délre található. Egyháznagyszeg (Kostolný Sek) és Kisvárad (Nitriansky Hrádok) tartozik hozzá. A város a Kisalföld szlovákiai részén, a Dunamenti-alföldön helyezkedik el, 123 m-es tengerszint feletti magasságban. Teljes területe 5981 ha. Nagysurányon az Öreg-Nyitra folyó folyik keresztül, Kisvárad határát jelöli ki a Nyitra folyó, mely régen a Cétényke (más nevén Csetenka) patak volt. Viszonylag közel folyik a városhoz a Zsitva folyó és a Tormás patak is. A város területén található a Tona tó is, amely üdülési célokat is szolgál, illetve egy halastó (Štrkáreň).

## Élővilága

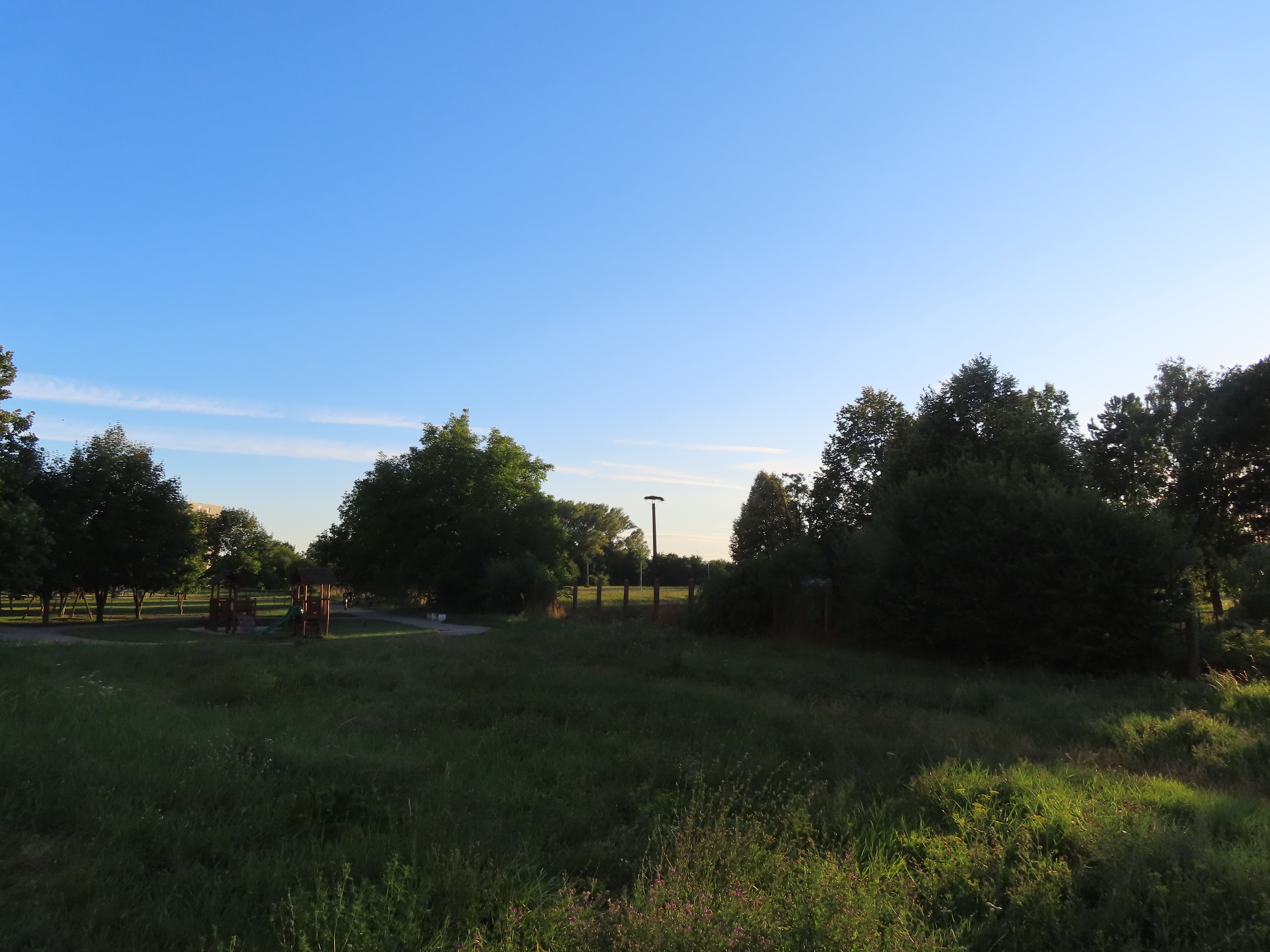
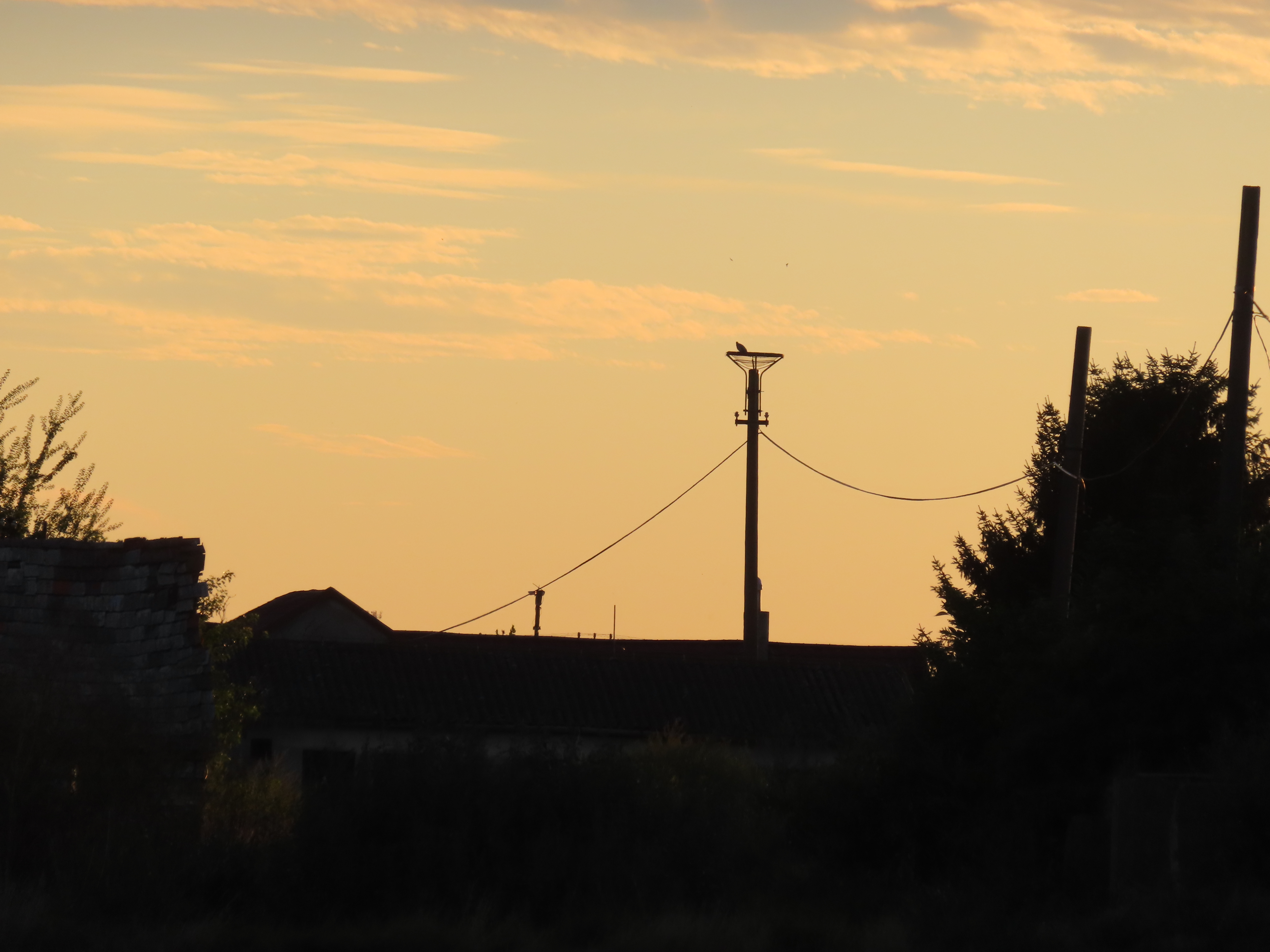

Nagysurányban két gólyafészekhelyet tartanak nyilván.

## Közigazgatás
Nagysurány a múltban Nyitra vármegye része volt 1922-ig. 1872-ben Nyitra vármegyét 12 szolgabírói járásra osztották, melynek egyike lett az Érsekújvári járás nagysurányi székhellyel. 1908. november 30-tól a járási intézmények fokozatosan Érsekújvárra települtek. 1918-tól 1922-ig a régi megyerendszer maradt érvényben, így továbbra is Nyitra megyében maradt. 1922-től 1938-ig a Nyitrai kerület Érsekújvári járásának része volt. Az első bécsi döntéstől (1938) a moszkvai fegyverszünetig (1945) ismét Magyarország része volt, ez idő alatt az ekkor létrehozott Nyitra és Pozsony k.e.e. vármegye Érsekújvári járásának része. 1945 után a háború előtti állapot állt vissza. 1949 és 1960 között az újonnan létrehozott önálló Nagysurányi járás központja lett. 1960-ban az Érsekújvári járásba beolvasztották a Nagysurányi és a Párkányi járást is. A régi kerületeket megszüntették, az Érsekújvári járás a Nyugat-Szlovákiai kerület része lett. A rendszerváltozás után, 1998-ban visszaállították a Nyitrai kerületet, amelyet 2001-től különböző önrendelkezési jogokkal ruháztak fel.

### Nevének eredete
Neve a török eredetű régi magyar Súr személynévből származik. A honfoglalás után valószínűleg Súr vezér szálláshelye volt. Mivel a környező helynevek többnyire magyar, besenyő és kun eredetűek, feltételezhető, hogy a 11. században a területet nem lakták jelentősebb mértékben szlávok. Ennek ellenére a szlovák történészek a Šúr szlovák szóból vezetik le a nevét, mely sáros rétet vagy földet jelent. Ezt próbálják meg azzal indokolni, hogy Érsekújvár a múltban erősen mocsaras vidék volt. Ez Érsekújvárra ugyan igaz, azonban Surányra már nem. Későbbi nevei is hasonló alakúak: Schuran, Swuran, Surran, illetve az érdekes 1457-es Molneas Suran (Malmos-Surány). A város ugyanis a 13. században királyi birtok volt, mely malmairól volt híres. Régen a magyarban a molnos malmot jelentett (Nyitra egyik városrésze is ezt a nevet viseli: Molnos, a szó a szláv mlin, melnyica szavakból származik). Később kapta a Nagysurány nevet, az eredetileg a Nyitra jobb partján elhelyezkedő Kissuránytól való megkülönböztetésre, ez a település azonban ma már nem létezik. Hasonló nevű, ma is létező települések a Nagytapolcsányi járásbeli Surányka és az erdélyi Bihar vármegyei Sárán. A surányiak szerint Sárán szlovák lakossága is Surányból származik.

### Városrészek, puszták

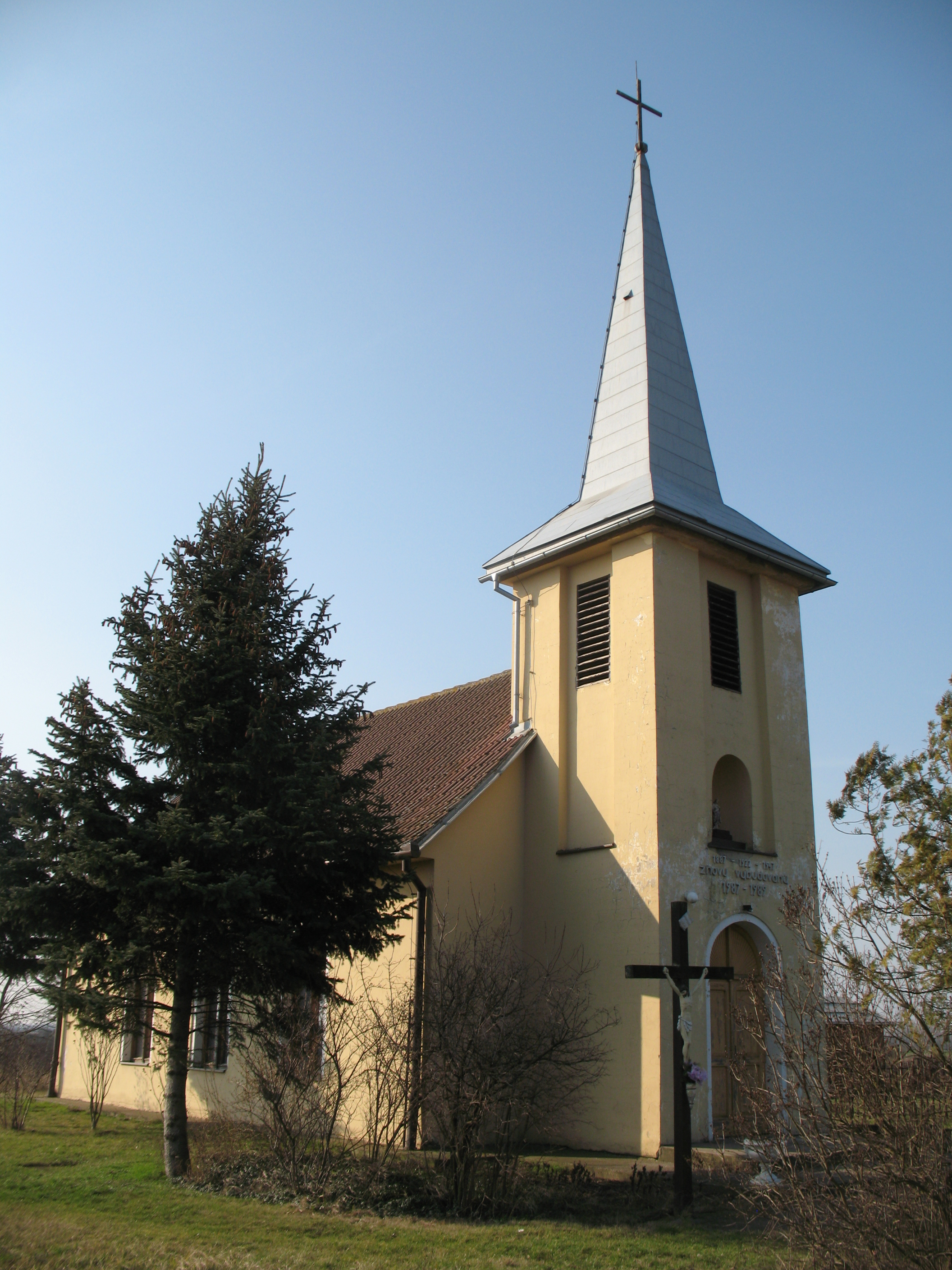
Lajosműve temploma
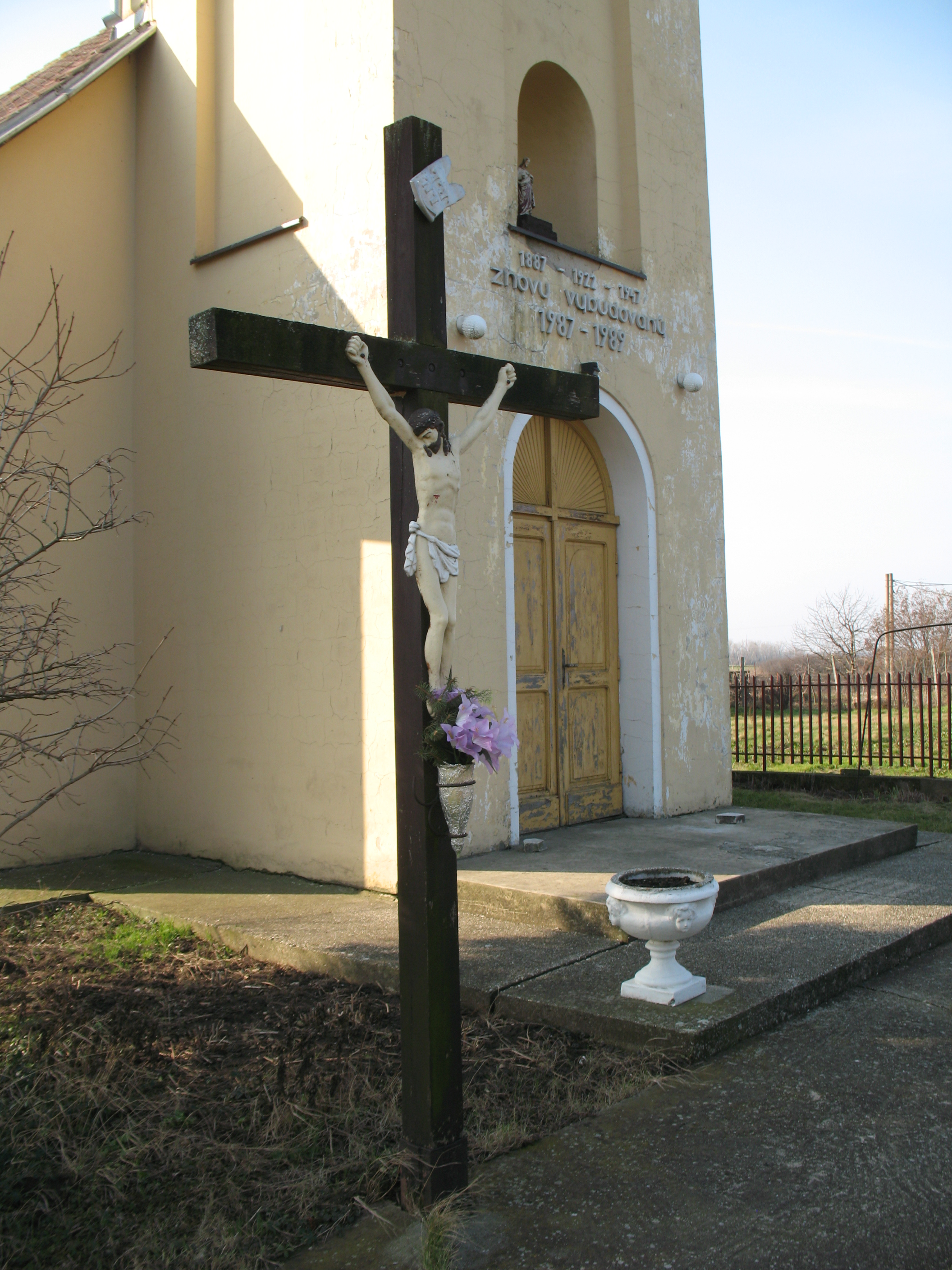
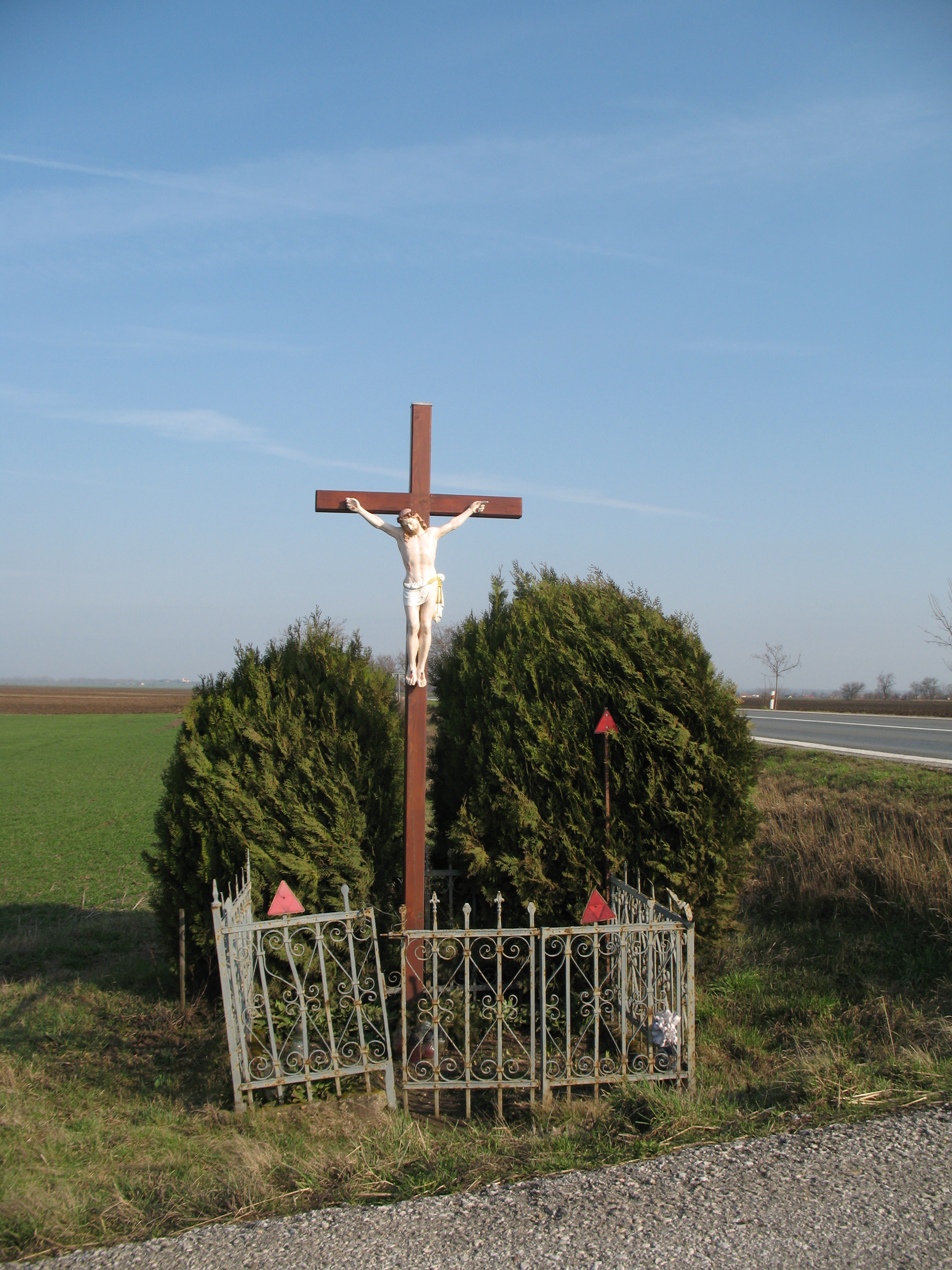

- Óváros – központ (Centrum)
- MDZ lakótelep (Sídlisko MDZ)
- Egyháznagyszeg (Kostolný Sek, régen Egyházszeg) és Nagyszeg (Veľký Sek) – a várossal összeépült
- Kisvárad (Nitriansky Hrádok) – a várossal összeépült
- Lajosműve (Nový Svet) – puszta
- Annamajor (Kopec) – puszta
- Berchtoldmajor (Albertov) – puszta
- Kaparás (Kaparáš) – puszta
- Tolmác (Tlmač) – elhagyott puszta
- Lászlótelep – elpusztult puszta
- Nagycsikó (Číky) – puszta, ma Tótmegyerhez tartozik

## Leírásai monográfiákban
Nagy, és Kis Surány. Mezőváros Nyitra Várm. Nagy Suránynak földes Urai Gr. Károlyi, és több Uraságok; hajdan nevezete vala erőssége, melly közönséges kőltséggel készíttetett, és az ellenségnek akadályoztatására elég alkalmatos fekvése van; régi lakosainak vitézségjeket Istvánfi előadta vala; fekszik Érsek-Újvárhoz 1 1/2 mértföldnyire; Ispotállya is van; lakosaik katolikusok; határbéli földgyeik jók, vagyonnyaik külömbfélék.
Surány (Nagy), tót m. város, Nyitra vgyében, Érsek-Ujvártól északra, 1 1/2 mfdnyire, a Nyitra bal partján. Lakja 1803 kath., 5 evang., 6 reform., 409 zsidó. Kath. paroch. templom. Synagoga. Róna határa első osztálybeli s igen termékeny; a barom, különösen a juhtenyésztés virágzó állapotban van; rétjei kétszer kaszállhatók; s a Nyitra vizén több jövedelmes malommal bir, mellyek közt a gr. Károlyi Lajos angol-amerikai lisztgyára különösen nézésre méltó. F. u. 1/2-ben gr. Károlyi Lajos; s más felében több birtokosok. – Hajdan vára volt, de 1663-ban a törökök elfoglalván, széthányták.

## Története

### Őskor és Ókor

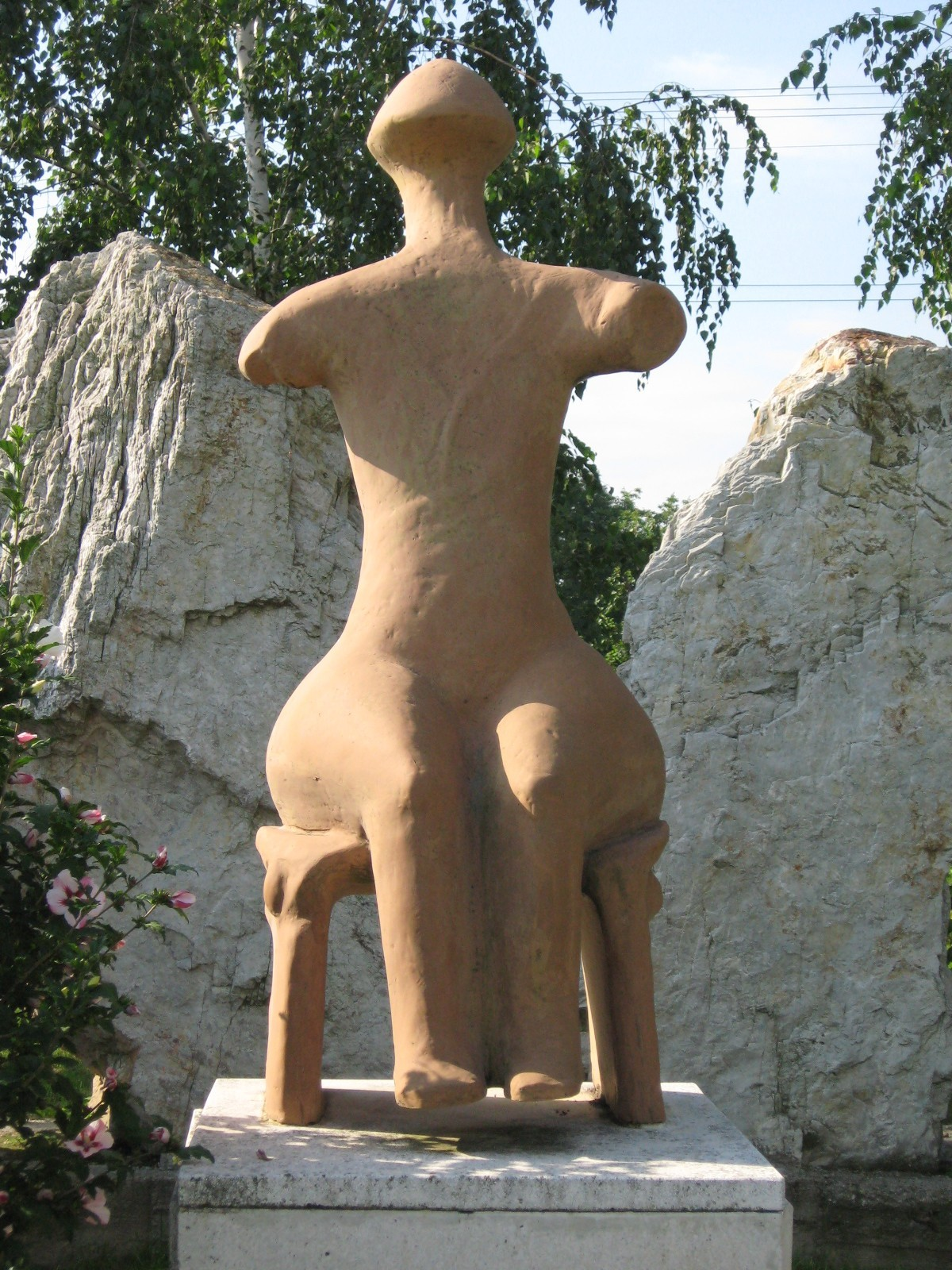
A Váradi Vénusz nagyított reprodukciója Kisvárad egyik terén.

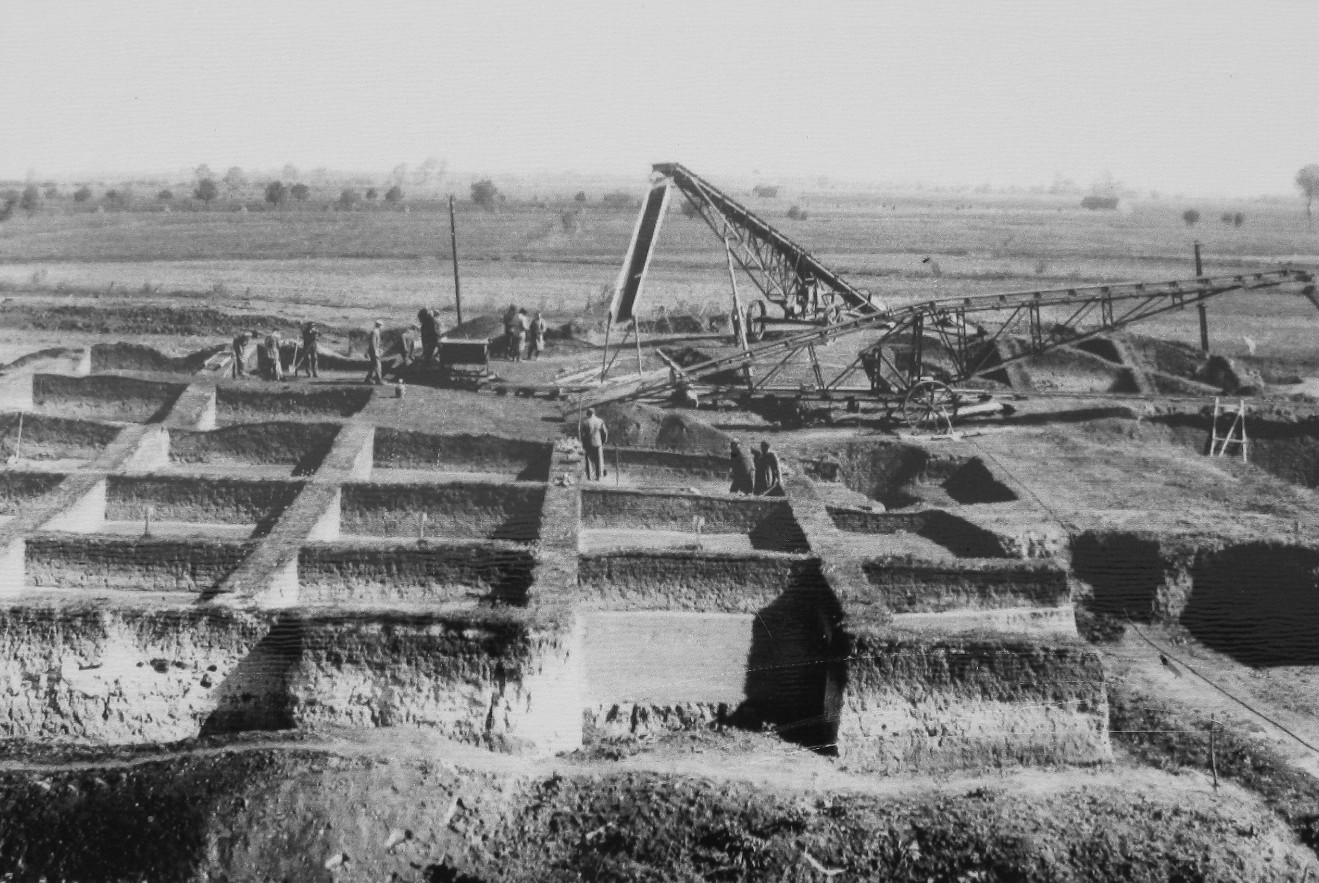
Ásatások a kisváradi Váracska (Zámeček) területén.

A régészeti leletek szerint területén már az újkőkorszakban is volt emberi település. A mai Szlovákia területén, Surányban találták meg az egyik legrégibb és legjelentősebb régészeti leletet, a 4800 évesnek tartott Váradi Vénuszt (Hrádocká Venuša). Nevét Surány egyik településrészéről kapta, Kisváradról. A Váradi Vénusz egy ülő asszony szobra égetett agyagból, mely 27 centiméter magas. A legrégibb sírok a vonaldíszes kerámiák korából származnak (Kr. e. 3000–4000-ből), melyeket a Nyitra elterelése előtti régészeti feltárás során találtak meg. 1958-ban a Šverm utcában találtak sírokat a paleolitikumból (Kr. e. 2000) is. Ugyancsak találtak itt a 2. századból származó kelta sírokat, majd a 4. és 9. századból származó leleteket is. Suránytól 1 km-re keletre, Jánosszeg területen, egy enyhe dombból termeltek ki agyagot, amikor késő bronzkori település nyomaira bukkantak. Néhány sírt találtak, melyek alapján az aunjetitzi kultúra (úněticei) népéhez tartozhatott a temető Kr. e. 1600 körül. A sírokban edényeket, tűket, karkötőket is találtak bronzból. Emellett La Tène sírokat is találtak (Kr. e. 2. század) bronz és vas szíjakkal, karkötőkkel és láncokkal, illetve edényekkel. Találtak ismeretlen tárgyakból származó hallstatti cserép-töredékeket is Kr. e. 1000 körülről. 3 km-re délre Suránytól, az érsekújvár-nagysurányi vasútvonal mellett, tereprendezési munkák közben akadtak rá egy aunjetitzi temetőre a késő bronzkorból. Ez a temető elrendezésében a jánosszegivel mutat hasonlóságot. Az érsekújvár-nagysurányi vasútvonal első bakterháza mellett találtak egy 45 méter átmérőjű sírhelyet, amely 1968-ig nem került teljes feltárásra. A bizonyítékok arra utalnak, hogy egy fejedelmi temetkezési helyről van szó a fiatalabb bronzkorból, a csekei kultúra képviseletében (Čaka) Kr. e. 1000–700 körül. Hasonló leleteket találtak Csekén, Koltán és Ocskón. A vasútállomás melletti téglagyárban 1941-ben a munkások egy népvándorlás-kori csontvázra bukkantak az 5. századból. A további feltárás során előkerült egy fémtükör, borostyánkőből készült nyaklánc és egy vas balta. Ezeket a cukorgyár akkori igazgatója, Vermes Sámuel adta az Érsekújvári Helytörténeti Múzeumnak. Érsekújvár 1945-ös bombázásakor ezek elpusztultak. Érdekes harcos sírok találhatók még Kisváradon, Egyházszegen és a Gáti (Na gáte) homokosban. A Hostáki-domb (Hoštácky vŕšok) közelében, a Nyitra–Zsitva összekötő csatorna ásásakor akadtak rá római kori kapocs-töredékre. A brünni Július Šimon ismeretlen helyen bronzkori karikát talált. Karol Markovič helyi dékán magángyűjteményében maradt meg egy római kori penata bronzszobor, mely egy házi istenségé, illetve a II. audiutricis római légió pecsétes téglája. Štefan Janšák gyűjteményében középkori cserepek voltak a 13-14. századból, amelyek a Váraljacska (Podzámeček) körzetéből származtak.

#### Kisvárad
Kisvárad Nagysurány határának egyik legfontosabb régészeti lelőhelye. Suránytól 2 km-re délre található.

### Középkor

#### Szlávok letelepedése
A Római Birodalom bukása után, a 4. század végén kezdődik a népvándorlás kora. Ezek után húzódtak délebbre a szlávok. A Kárpát-medencében (a mai Szlovákia területén) való megjelenésüket egyes kutatók már az 5. század végére teszik, bár ez régészeti szempontok alapján nehezen alátámasztható. Főként mezőgazdasággal és kézművességgel foglalkoztak, letelepedett életmódot folytattak, patriarchális társadalmat alkottak. Eredetileg többistenhitűek voltak.
Nagysurány területéről két avar kori szórványlelet ismert. Az első késő avar kori nagyszíjvég vásárlás útján került a Magyar Nemzeti Múzeumba. A második kerámialelet töredéke 1960-ban került az Érsekújvári Múzeum gyűjteményébe.
Surány környékén megmaradt településük a Kisvárad melletti Magaspart (Vysoký breh). Egyes szlovák kutatók feltételezik, hogy bizonyos Surányi nevek még a Nagymorva Birodalom idejéből maradtak fenn. Ezt azzal a nyelvi sajátsággal igyekeznek magyarázni, hogy az igen szó alakja aj Surányban a szlovák ano helyett. Ebből az időből származtatják a Kliment, illetve Igric (illetve módosulatait Igrényi, Ikrényi) vezetékneveket. Nyilvánvaló hogy a családnevek sokkal későbbi korszakban alakultak ki, míg a forrásokban szereplő településhez kötődő személynevek is szórványosak. Ez az elmélet márcsak azért sem helyénvaló, mivel a város lakossága (és nemzetiségi összetétele) is többször megváltozott a török korban. A források utalnak arra, hogy Érsekújvár elfoglalása után az Alsó-Nyitra mente nagyrészt elnéptelenedett, míg a török kor előtt ez a terület magyarok által lakott volt, addig utána morvákat telepítettek be. Így az ezen a vidéken élők nem szlovák, hanem morvaországi ősökkel rendelkeznek. Ez kultúrájukban (például temetkezési szokásaikban) és nyelvükben is megfigyelhető, mivel meglehetősen sok cseh-morva kifejezést használnak és a sírkövekre a sírokkal ellentétes oldalra írják a szöveget. Sajnálatos módon Csehszlovákiában a Nagymorva Birodalom idejét állami ideológia szintjén kellett hirdetni, így leggyakrabban ahelyett, hogy tényeket igyekeznének keresni állításaik bizonyítására, gyakran hittételeket fogalmaznak meg:
És mivel a Váracska területe ekkor már régen lakott központ volt, hisszük, hogy Cirill és Metód nemegyszer végigjárták Surány környékét
950 környékén a magyarok elfoglalták a Felvidéket a Vág vonaláig. 1000 körül átmenetileg a Felvidék északi részét és Nyugat-Morvaországot Vitéz Boleszláv lengyel király tartotta uralma alatt.

#### AMagyar Királyságban
A magyarok bejövetele után 1000 és 1050 körül alakíthatták ki az Árpád-házi királyok a nyitrai hercegséget, amely határvédelmi funkciókat töltött be. Ennek érdekében Surány környékén is sok magyart, kunt és besenyőt telepítettek le. Erre szolgálnak bizonyítékul az alábbi helynevek: Nyitranagykér (Kér magyar törzs), Bánkeszi (Keszi törzs), Tótmegyer (Megyer törzs), Komját (kun település), Zsitvabesenyő (besenyő település). A települést II. Béla király 1138. szeptember 3-án kelt oklevelében villa Suran néven említik először. A Surány melletti Nádaskútot azonban már 1113-ban említi a zobori oklevél. Az 1138-as oklevél szerint Surány lakosainak adót kellett fizetniük a Dömösi prépostságnak, mely prépostságot II. Béla apja, Álmos herceg alapított. Az oklevélben név szerint megemlített szolgák: Medne, Clemens, Cled és Farkas. II. Géza idejében, 1156-ban Martyrius esztergomi érsek új oltár építésére 70 faluban szedett tizedet. Itt Surányt közepes nagyságú településnek írják. 1220 és 1317 között keletkezett Suránytól délre Györök, Gúg, Lék és Nyárhíd falvak, melyek helyére később Érsekújvár épült. 1220-ban II. Endre király oklevelében megemlítik, hogy Merániai János esztergomi érsek elcserélte Surányt Nyárhídra, így ettől kezdve Surány királyi birtok lett. 1226-ból származik az első feljegyzés a surányi egyházközségről, ekkori papja Benes nevet viselte. 1264. október 14-én IV. Béla elvette Nyárhidat és több környező települést a kunoktól, ezzel egyidőben a király megbízta a zólyomi várispánt, hogy jelölje ki ezen falvak határát. Az összeírás tartalmazza Surány határát is. Ebben megemlítik, hogy a surányi földek jól elkülönülnek Szegi Pál (Paulus de Zeg, Egyháznagyszegről) ispán birtokától. 

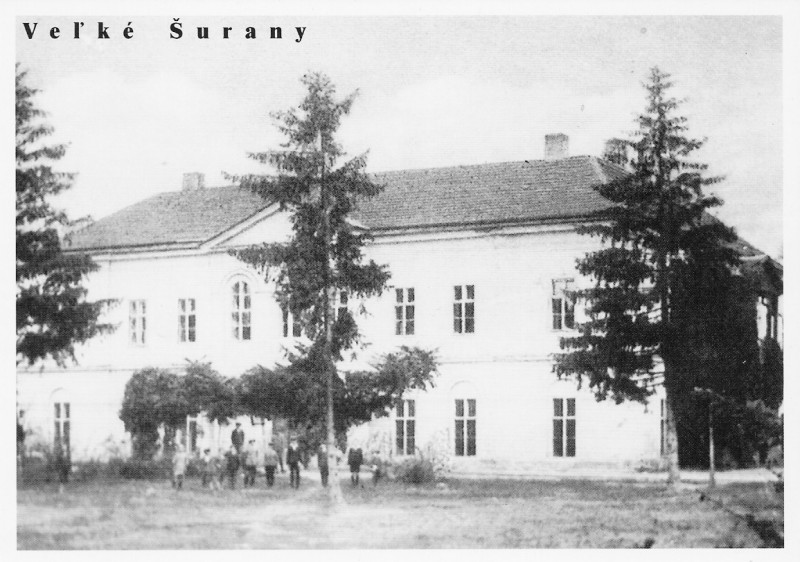
A lebontott Berthold kastély.

 Megemlíti Berch hegyet, Bánkeszit (Cheuz-ként), a ma már Tótmegyerhez tartozó Nagycsikó pusztát (Chceka, ekkor önálló falu, később templommal is rendelkezik), Földközt (Feldkuz), Rekettyést (Reketias), ?Rétes (Retias) sövényt és Ebfa nevű tövises sövényt (ebbe az irányba vezet az út Nyitrára). A Nyitra folyó itteni folyásának fele a csútmonostori (ma: Csőt, Budatétény része) premontrei kolostoré, a malom a Hont családé. A kunok malma (melyet 1221 után alapítottak) 4 kőre járó volt. Malom tulajdonosok voltak még a Pázmányok, Ludaniczkyk, Bugátok, Diviaczkyk, Abák, Szapolyaiak. A későbbi időkben pedig: a Hont nemzetség, Motesiczkyek, Gutkeledek, Rátótok, Kacsicsok, Ákosok, Tökölyek. 1291. június 3-án III. Endre a csallóközi premontrei apát kérésére megerősítette a rend birtokait, melyet még IV. Bélától kaptak. 1295-ben rablók megtámadták és felégették Nyárhidat és Surányt, illetve néhány más környékbeli települést is. Vázsony Ladomér érsek ígéretet tett a falvak megsegítésére. 1297-ben azonban az érsek elcserélete Surányt Erney ispánnal (Szegi Mocha fiával), így a település a Szegi család tulajdona lett. Surány várát a Hontpázmány nembeli Szegiek építették 1382 és 1401 között. 1401-ben Stibor vajda ostrommal foglalta vissza a Zsigmond ellen lázadóktól, majd ő kapta adományul 1403-ban.

### Újkor

#### Változó idők

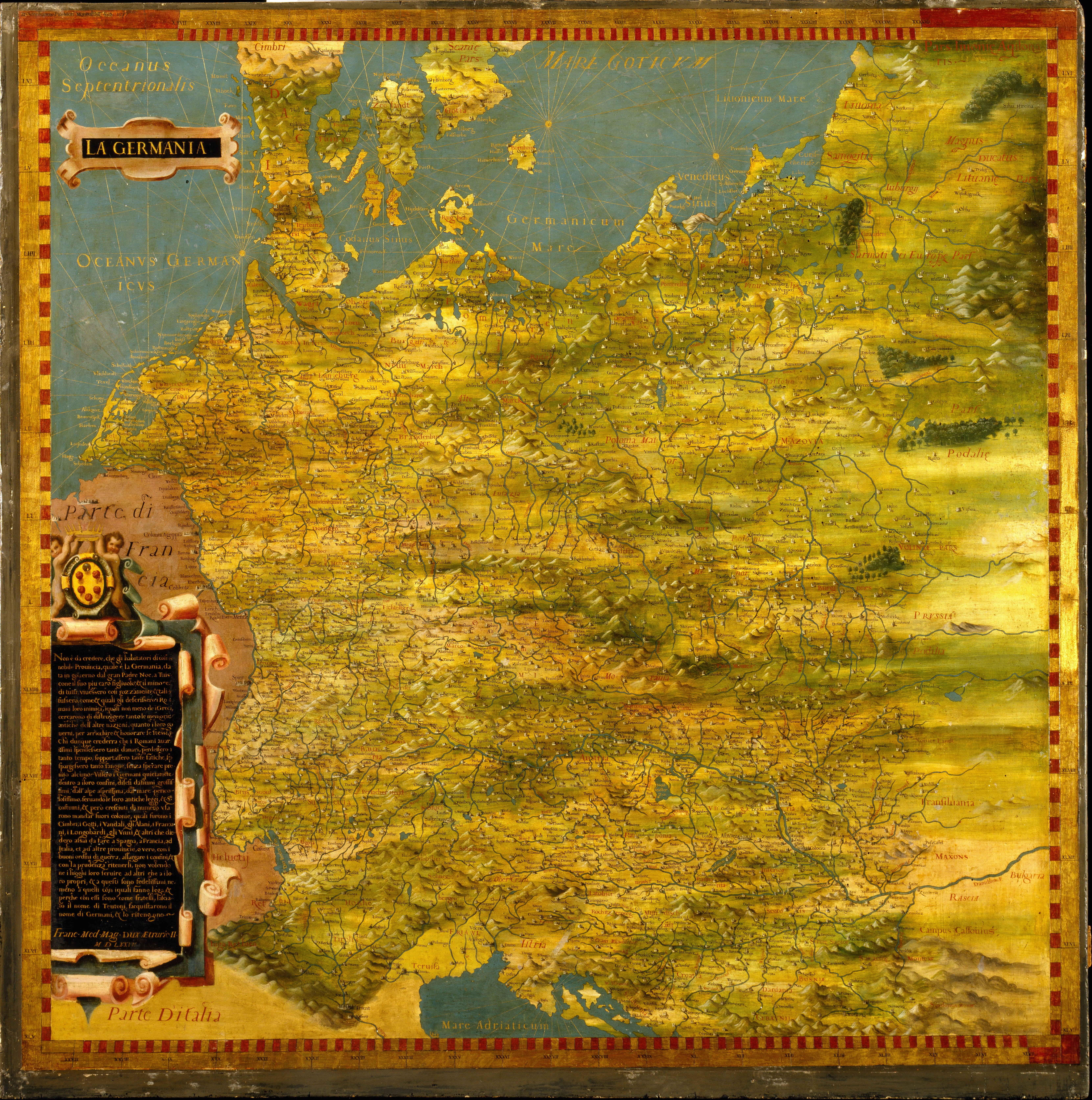
Surány az 1577-es firenzei térképen

A török kor közeledtével a surányi vár egyre inkább vesztett jelentőségéből, amikor Várdai Pál új erősség építését tervezte el, mely Surányt is védené. Az 1546-ra elkészült vár Lék mellett épült meg és a későbbi Érsekújvár Oláhújvárának alapjait teremtette meg. Ez a vár négyágú alaprajzzal rendelkezett és fából készült. A várat a törökök figyelemre sem méltatták, és csak Surányt támadták. Ezért Oláh Miklós érsek a várat megerősítette. 1571-re a bácsi Haditanács új vár építése mellett foglalt állást a Lékhez közeli Györökön. A vár befejezésére Forgách Simon ügyelt, aki Surányban székelt. 1580-ra fejezték be a vár építését. Közben 1556-ban megerősítették a surányi várat és a várost is. 1559-ben egy törvénnyel arra kötelezték Nyitra és Trencsén vármegyék lakosait, hogy hat napot dolgozzanak le a surányi vár megerősítésén. A pozsonyi diéta 1563-as ülésein részletesen végigtárgyalták a surányi vár helyzetét. Egy 1567-es törvény módosította a korábbi hat nap munkát 12 napra. Ennek hatására sikerült a fa palánk helyett egy agyag palánkot felépíteni. A hatalmas hadsereg fenntartása Magyarországra hárult, ami miatt a török ellen harcoló katonák nem ritkán a saját területükön élőket támadták meg. A pannonhalmi főapát is panaszt tett a surányi, komjáti és nyitrai várak legénységére, mivel azok birtokait fosztogatták. Országh Kristóf halála után özvegye kénytelen volt a királynak adni a várat, azonban kárpótlásul kapott a királytól más birtokot. Ekkor történt, hogy az érsekújvári, komáromi és surányi helyőrség az egyik török portya alkalmával közösen rajtaütöttek a törökön. 1654-ben azonban az érsekújvári helyőrség rosszul ítélte meg a törökök erejét és így 300 keresztény esett el. 1605-ben Surány birtokosa, Illésházy István Bocskai Istvánnak adja a várat, de a bécsi béke után Illésházy visszakapja. Bethlen Gábor idejében, 1626. szeptember 25-én Surányban táborozott Waldstein Albert császári tábornok. 1663-ra a törökök új erőre kaptak. Október 10-én elfoglalták Surányt. Ezt követte Komját, Nyitra, Léva, Verebély és mások. A törökök a várat megerősítették. de Souches 1664-ben sikertelenül próbálta visszavenni a várost. 1676. májusában a törökök Morvaország ellen indultak, előtte Surányban gyülekeztek. A császári seregek azonban Nyitra alatt szétverték őket. Ekkora már Ausztriának is kezdett egyértelművé válni, hogy a török következő állomása Bécs lesz. XI. Ince pápa a császárnak megígérte Franciaország semlegességét, szövetséget Lengyelországgal. Bécsnek 400 000 aranyat, Sobieski Jánosnak 300 000-et adott a hadjárat elindításához. 1683-ban Bécs ostromával megpecsételődött az Oszmán Birodalom sorsa Magyarországon. I. Lipót belátta, hogy a törökkel a további egyezkedések igen nehéz helyzetbe hozhatják Ausztriát.

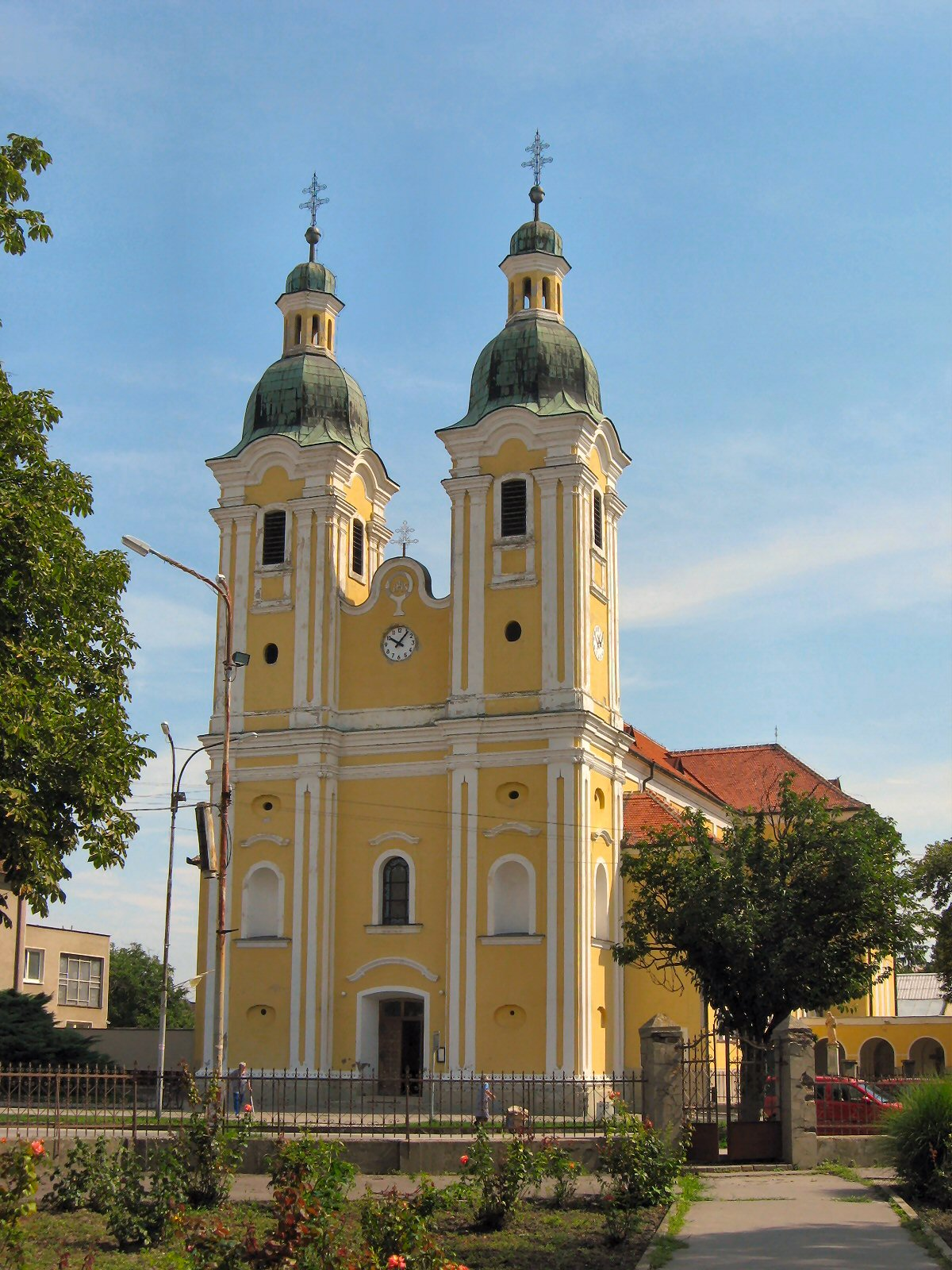
A nagysurányi Szent István vértanú templom 17. század végén épített két tornya.

Bécset ekkor ugyanis csak a szövetséges felmentő seregek mentették meg a pusztulástól. Így elkezdődött az ország felszabadítása, mely azonban ismét, ezúttal utoljára pusztulást hozott az országra. 1683. június 5-én Drahoticzky András levelet ír, melyben érdeklődik, hogy Esterházy János nádor valóban bevette-e Surányt. Két nappal később a nádor levele elismeri az állítást, annak ellenére, hogy a további forrásokból egyértelműen kiderül, hogy csak 1684 októberében vette be a várat Czobor Ádám 1200 huszárral. A korabeli leírások szerint úgy vette be a várat, hogy a törökök éppen a lovakat legeltették Jánosszegen és a vár kapuit nyitva hagyták. Czobor behatolt a várba és gyors ostrommal lemészárolta a várőrséget. 1685 augusztusában Érsekújvár elesik, ezzel elmúlik a török veszély. Ezután az újjáépítés és újratelepítés ideje következik. A korabeli források szerint a város nagy része még 1725-ben is romokban hevert. A Rákóczi-szabadságharc alatt, 1704-ben Nyitrával, Érsekújvárral együtt Surányt is elfoglalta Bercsényi Miklós. 1704. április 26-án Bercsényi jelentést küld Stomfáról a fejedelemnek, melyben megírja, hogy Surány környékén császári seregek portyáznak. 1705. január 13-án Bercsényi Surányban tartotta seregszemléjét a kuruc seregek felett. 1705. július 19-én Rákóczi innen ír levelet Széchenyi Pál kalocsai érseknek, melyben meghívja az érseket Surány meglátogatására. 1707. november 1-jén Bercsényi Miklós jelentésében leírja, hogy hadait Nyitra és Surány környékére összpontosította Naszvadról. A surányiak ekkoriban a népességpusztulás és betelepítések miatt nagyobb részt szlávok voltak (főleg morvák, akik csak később szlovákosodta el), ennek ellenére feltétlen hívei voltak a Rákóczi-szabadságharcnak. Ez kiderül Matunák Mihály gyűjtéséből, amely azt mutatja, hogy igen sok surányi népdal szól erről az időszakról (ezek a népdalok a már említett módon morva nyelv hatást mutatnak utalva arra, hogy erre a vidékre főleg morvák települtek). 1707. november 3-án Bercsényi jelentésében azt írja, hogy Esterházy hadait Érsekújvárban hagyja, ő maga Surányból Nyitra és Tapolcsány felé veszi az irányt. 

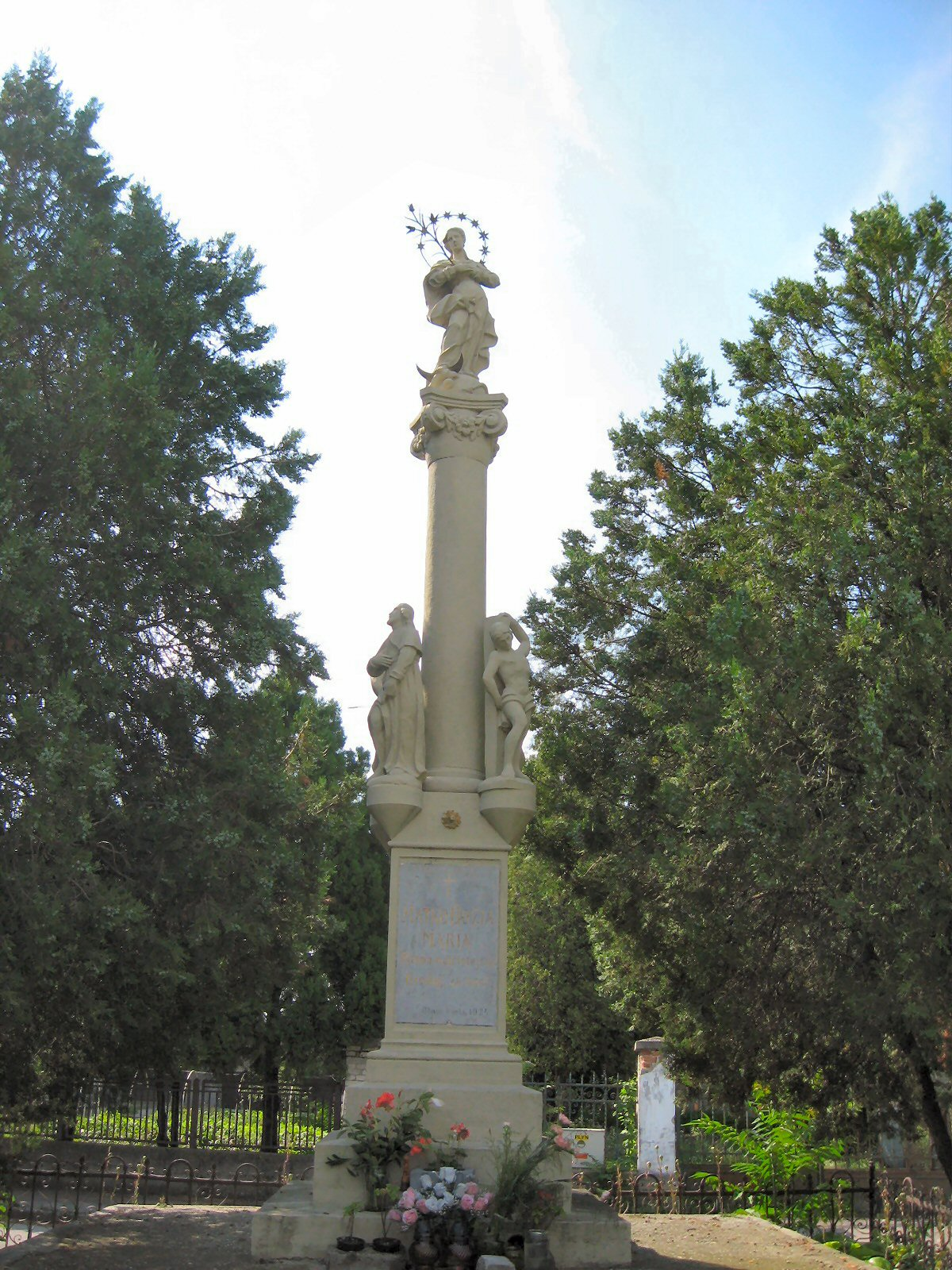
Szűz Mária szobra Nagysurány központjában.

1708. április 14-én Bercsényi Besztercebányáról azt írja, hogy Ebeczky István és Balogh embereit Komját és Nagykér irányából vezérelte Surányra. Ha a labancok a Duna felé vonulnak vissza, akkor Surányban hagyja legénységét. 1709. június 28-án ismét Surányba érkezik Bercsényi, a Szigeten rendben találta a katonaságát. 1708. augusztus 7-én a trencséni csatában Rákóczi teljes vereséget szenved. Sok egykori vezére átállt a császáriak oldalára. 1708. szeptember 14-én Bercsényi az ellenség helyzetéről semmit sem tud, ezért Szentmiklósit Érsekújvárra, Gundfingert Surányra és Komjátra, Ilovszky Mátyást Nyitrára, Ürményre és Cabajra küldi. 1708. szeptember 28-án 300 labanc esik el az érsekújvári malom elfoglalására tett kísérlet közben. Holttesteiket ellentmondásos hírek szerint Bánkeszin, vagy Surányban, vagy Tótmegyeren temették el. A környéknek nem tett jót, hogy a háborúzó felek közötti határ ide húzódott. A Rákóczi-szabadságharc előtt és után ismét gyökeres változás állt be a nemzetiségi összetételben. Míg Érsekújvár lakosságának 1700-ban 61%-a magyar volt, addig 1720-ban már csak 46%. Surányra hasonló adatunk nincs, azonban feltételezhető, hogy nagymértékű elszlovákosodás éppen ekkor következhetett be. 1709 áprilisában Wallis nyitrai kapitány 400 bányavárosi lovassal megerősítve bevette Surányt. Berthóty erről április 7-én ír jelentést Bottyán Jánosnak. Surányt a labancok megerősítették, ami különösen érvényes volt a surányi palánkra. Éppen ezért 1709. április 11-én a kurucok gyors ostrommal visszafoglalták Surányt és a palánkot lerombolták. 1710. szeptember 14-én Sigbert Heister ért Érsekújvár alá. Ostrom alá vette Érsekújvárt és Surányt is. Surány szeptember 21-én, Érsekújvár szeptember 23-án esett el. A surányi vár lebontására a Rákóczi-szabadságharc után került sor, azonban ennek pontos ideje ismeretlen. Az 1713-as kánoni vizitációt Zichy Pál prépost végezte el szeptember 28-án. A szörnyű helyzetet mutatja, hogy Surány ekkor nem is volt önálló egyházközség, hanem Komjátról igazgatta Turnaj Mihály. Ez a vizitáció leírja, hogy a templomot mind a törökök, mind a kurucok megszentségtelenítették. Surányban ekkor 338, Kisváradon 130 katolikus volt, Surány alá tartozott ekkor Bánkeszi is. 1723. március 28-án a következő vizitációt Zichy Ferenc főesperes végezte. Ekkor Surány plébánosa Veres István volt.

### Afelvilágosult abszolutizmuskorától akiegyezésig
Mária Terézia idejében épült meg a Surány és Tótmegyer közötti kőút. Surány anyakönyvét 1730-tól vezetik. Ebből az időből a surányi plébánia rendelkezik egy szlovák nyelvű Szentírással. Bada József plébános 1740 és 1745 között szegényházat alapított Surányban 5 koldusnak. Surány első iskolájának alapítása ismeretlen. 1713-ban találjuk az első említést a helyi iskola létéről, ekkor Verbily István a helyi tanító. 1755. augusztus 10-én az eddigieknél részletesebb vizitációt végzett Révay Antal nagyprépost és esztergomi kanonok. Ekkor Lankocy Márton a tanító. Az összes katolikus hívő száma ekkora elérte a 2300-at Kisváradon, Surányban és Bánkeszin. 1753-ban új iskolaépületet építettek. Az 1779. október 21-én végzett vizitációból kiderül, hogy a templom körül helyezkedett el a temető, amelybe ekkor már csak a gazdagok temetkezhettek, mivel 2 arany volt az új sírhely ára. Ez a temető később megszűnt és az új temető az állomás mellett jött létre. A vizitáció beszámol, hogy már háromosztályos iskola van itt, ahol Lovisko János a tanító. Az ekkori vizitációban azt írják, hogy mind Surányban, mind a hozzátartozó egyházközségekben erős túlsúlyban van a szlovák nyelv, így a miséket csak ilyen nyelven tartják. A hívek száma ekkor (a környező egyházközségekkel) 2647. Kisváradnak volt ekkor egy kápolnája harangtoronnyal. Nyitramalomszegnek pedig sem temploma, sem kápolnája nem volt ekkor. Egyháznagyszegen Szent Orbán szobra volt a szőlőkben. Surányban két fakereszt és egy kőkereszt állt ekkor. A fakeresztek a szegényház és a templom előtt álltak, a kőkereszt a temetőben. Volt még egy szobor is a Fő téren. 1779-től földesúri engedéllyel megalakult a helyi zsidó hitközség, melynek volt saját zsinagógája és rabbija. A zsidók száma ekkor 220 lehetett. Közülük négy tért át a katolikus hitre, melyek egyike lett a molnár. A zsidók hatására Surányban beindult a kereskedelem, vásárokat tartottak. 1782-ben 3849 katolikus lakott Surányban és a hozzá tartozó egyházközségekben. 1789-ben a város lakossága 1822. Ekkor Rajcsulán már királyi lovasiskola működött. 1817-ben a templom tetőcserén és újrafestésen esett át. 1832-ben I. Ferenc császár a 6885/685-ös rendelettel vásártartási joggal rendelző királyi várossá emelte. A város két vásárt tarthatott egy évben.

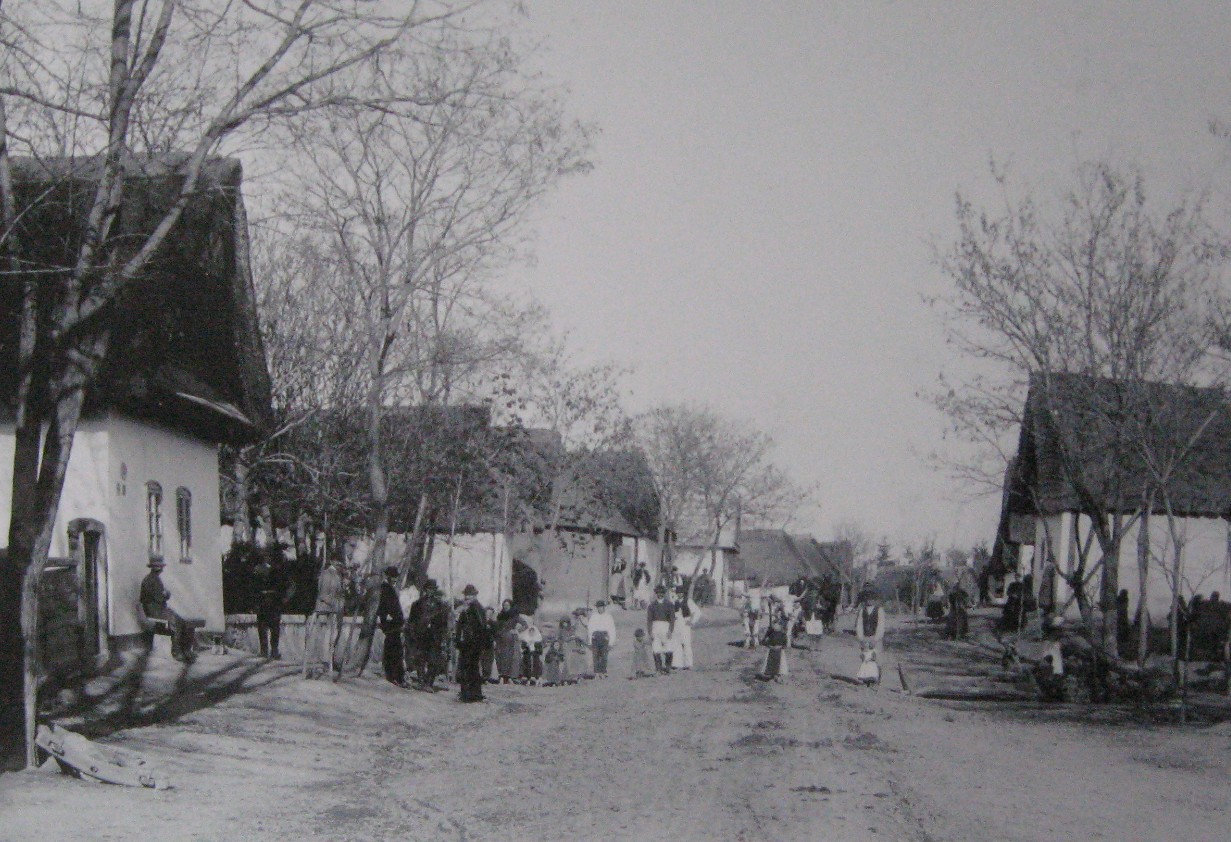
Egyháznagyszeg a 19. században.

1847. május 3-án Jaross Vince végezte a kanonoki vizitációt. A surányi templom Motesiczky Páltól Bánkeszin kapott birtokot. Ekkoriban Kardhordó Antal volt a helyi plébános, aki szlovák nemzetébresztő volt. Az 1848–49-es szabadságharcban a surányiak egy része a felkelő hurbanisták oldalára állt, akik a magyar szabadságharc ellen harcoltak. Jeszenák nyitrai ispán fellépésére azonban megszűntek a problémák az itteni hurbanistákkal. 1852. május 23-án maga Scitovszky János végezte a vizitációt. 1854-ben a Peyr-Gerson-Lipmann cég cukorgyárat épített Surányban, amely akkor a legnagyobb cukorgyár volt Európában, termelését 2000-ben bejezte be. A cukorgyárral együtt felépítettek itt egy keskeny nyomtávú vasutat is. Az első szerelvény ezen 1867. december 12-én ment. A vonal a cukorgyártól, Lajosművén (Nový Svet), Tolmácon (Tlmač), Újdögösön (Nový Degeš), Dögösön, Mezőkeszin, Garázdán (Gorazdov) át vezetett Tornócra és Vágsellyére, tartoztak hozzá azonban oldalvonalak is: Tótmegyer, Tardoskedd és Jánosháza (Jánošháza) irányában, illetve Kisjattó, Alsójattó, Felsőjattó irányában. Elsősorban cukorrépát szállított a cukorgyár számára, de a munkásokat is szállította. A vasúton 600 centiméter hosszú és 150 cm széles szerelvények közlekedtek, melyeket gőzmozdony hajtott. A vasutat az 1960-as években szétszedték. Az 1850-es években Surányban 1846, Egyháznagyszegen 512, Nyitramalomszegen 447, Kisváradon 694, a pusztákon: Jattón 120, Lajosművén 215, Kaparáson (Kaparáš) 10, Hegymögöttön (Za horou) 13 lakos élt.

### Az első világháborúig
Egy 1871-es összeírásból tudjuk, hogy Surányban igen sok mesterember élt. 1873-ban Suránynak 3538 lakosa volt. 1874. január 15-én nyílt meg a Nagysurány-Tótmegyer között a személyszállítást is végző vasúti közlekedés, mely eredetileg a cukorgyáré volt. 1866-ban még Komárom–Érsekújvár–Nagysurány–Nyitra–Tapolcsány–Privigye–Trencsén–Zsolna vonalat terveztek, azonban 1868. május 20-án Goldberger és a Klein testvérek bejelentették, hogy Érsekújvár és Nyitra között lóvasutat építenek. 1876. november 1-jén megnyitották a vasutat Surány és Nyitraivánka között, november 18-án már megnyitották Nyitráig. Mivel a földek nagyon mocsarasak voltak, kezdetben a vonat csak igen lassan közlekedett. Gergelyi Otmar kutatásai szerint 1877-ben egy nyitrai fiú fogadásból 18 perccel hamarább lefutotta a Nyitra-Surányi távot, mint amennyi idő alatt a vonat megtette azt (a fogadást nem nyerte meg, mert a kimerültségben Tótmegyerre már nem jutott el). 

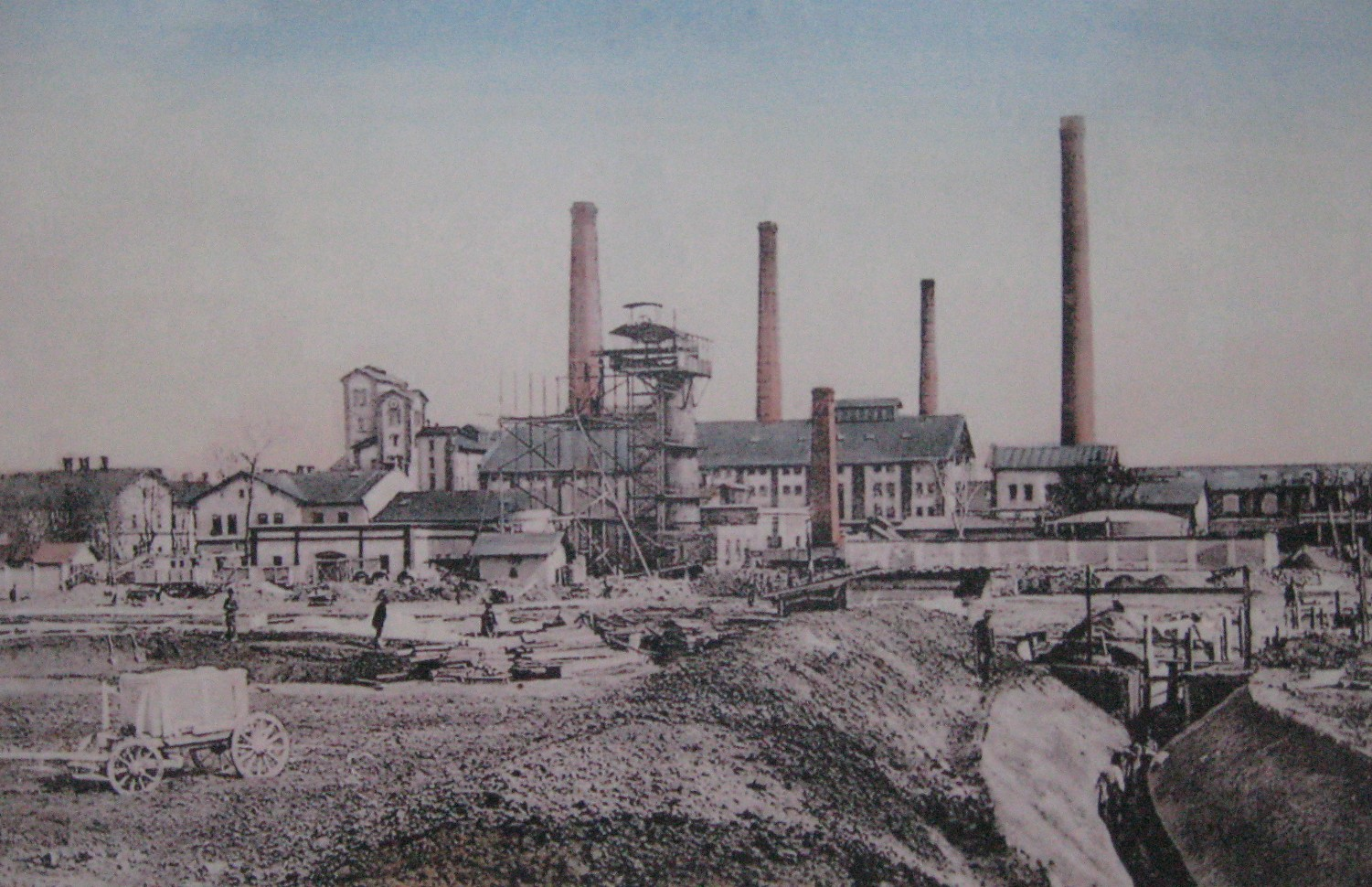
A nagysurányi cukorgyár a századfordulón.

 A Zsitva-menti vasútvonalat csak 1894. szeptember 7-én nyitották meg, mely vonal Suránytól Aranyosmarótig ért. Egy évvel később ezt meghosszabbították Kistapolcsányig. Mivel mind Érsekújvár, mind Nagysurány jelentős vasúti csomóponttá vált, ezért komoly verseny folyt köztük, hogy melyik legyen a járás székhelye. A versenyt 1908-ra Érsekújvár nyerte meg. 1888-ban Surányban takarékpénztárt alapítottak. Ebben az évben új pecsétet kapott Surány, melyen Szent István (vértanú)t ábrázolták. 1898-ban pedig Deutsch Antal cukorkagyárat alapított, amely még ugyanebben az évben a gőzmalommal és a cukorgyár egy kis részével leégett. 1900. december 7-én megépült az Érsekújvár-Nagysurány vasútvonal, amely Érsekújvárt kedvezőbb helyzetbe hozta a vasúti igazgatás szempontjából. 1898-ban óvodát építettek. 1899-ben felújították a községházát. 1900. április 30-án zsidó temető építését határozzák el a képviselők. Június 14-én Turchányi Edvárd szolgabíró részvételével a községi testület elfogadja a Mária Magdolna szobor áthelyezését az Erzsébet térről a Fekete kastély elé. A századfordulón már évi négy vásárt tartottak a városban. 1902-ben megjavítják a cukorgyári hidat és szállodát építenek. 1903-ban Nagysuránynak 4762 lakosa volt. Surányból is igen sokan kitelepültek az Egyesült Államokba, illetve Argentínába. A századforduló komoly problémája volt a nacionalizmus. A városi képviselőtestület (köztük volt Hozlár János, Ikrényi Péter és Mihály, Micsek Márton, Taraszovics János, Hlavaty Mihály és mások) 1907. szeptember 19-én elfogadott egy határozatot, melyben megtiltják az éjjeli őröknek, hogy szlovákul énekeljenek. Ebben az évben jelent meg Surányban az első telefon is, mely a községházán kapott helyet, a telefonálás díja 120 korona volt. 1909. október 25-én a képviselő testület 1000 korona támogatást szavazott meg a katolikus iskolának és 4000-et a zsidó iskolának, annak ellenére, hogy a zsidó iskolát csak tizedannyi gyerek látogatta, mint a katolikust. 1910-ben a város új petróleumos közvilágítást kapott, amellyel azonban már a következő évben komoly problémák voltak. A Turchányi Edvárd által épített színházat 1910-ben a képviselő testület megpróbálta eladni. 1912-ben a járási hivatal maradék részei is átköltöznek Érsekújvárra.

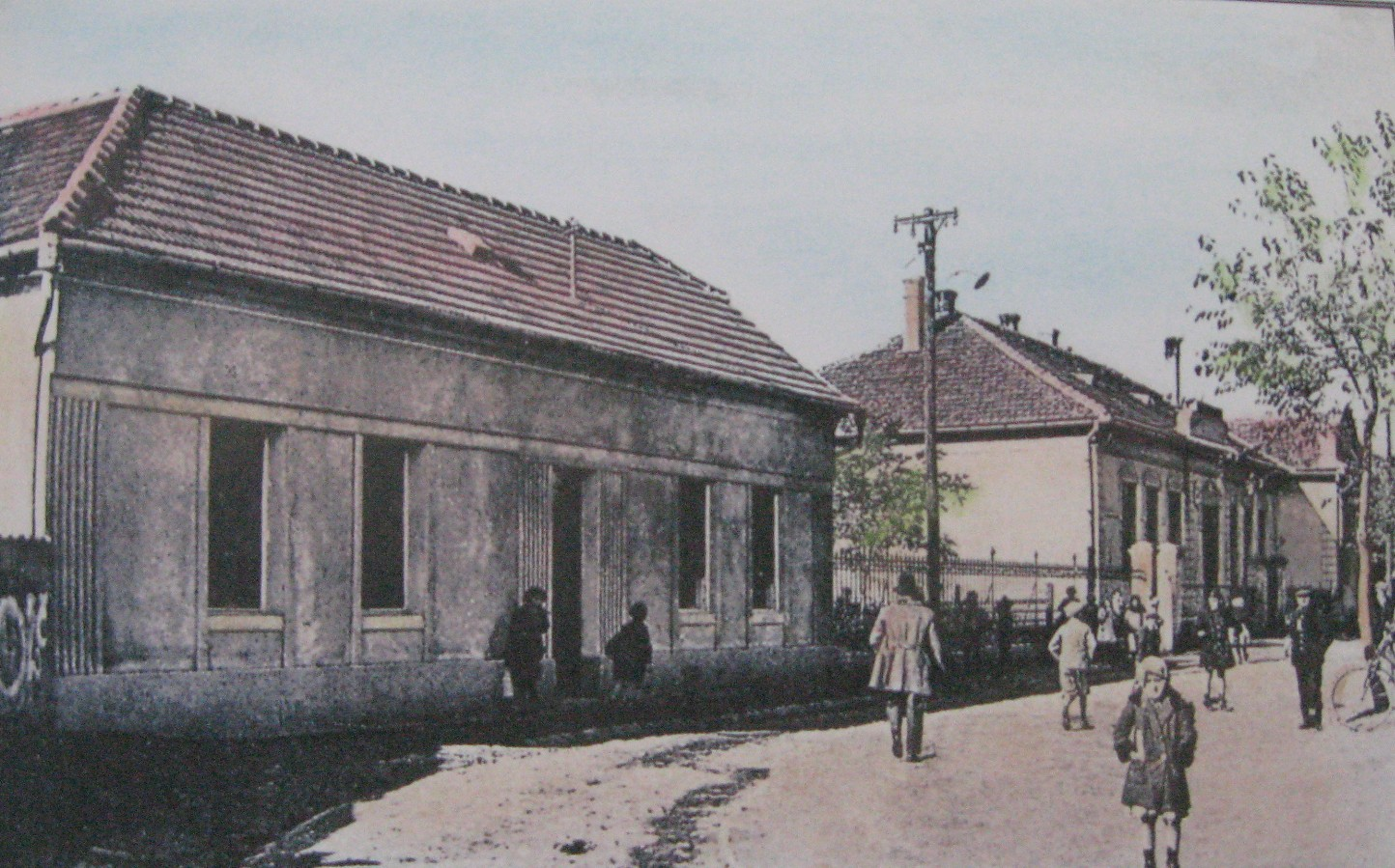
A talmud és jesiva zsidó iskolák Nagysurányban a századfordulón.

1912-ben újabb gabonamalom épült itt. 1913-ban egészségügyi bizottságot állítottak fel Surányban, mely megállapította, hogy a surányi víz minősége nem kielégítő. 1914-ben kitört az első világháború. 1915-ben katonakórházat állítottak fel Nagysurányban. A halottakat közös sírba temették az új temetőben. 1916. májusában 2000 korona támogatást szavaztak meg a katonakórháznak. Augusztus 14-én a képviselő testület 400 hadifogoly elhelyezéséről döntött, akik számára azonban nem volt élelem. Új házak építéséhez a városnak nem volt pénze és emellett még magyar cigányok is letelepedtek itt. Ez alapján csak 50 hadifogoly elhelyezését vállalták el. A háború végén leégett a surányi cukorgyár. A háborúban összesen 68 nőtlen és 48 házas surányi férfi esett el. A hazatérő katonák rablásba kezdtek. Őket a Magyar Népköztársaság 30 honvédje állította meg, két embert halálra ítéltek, azonban Udvardy káplán kérte a katonákat, hogy kegyelmezzenek, így végül nem került sor a kivégzésre. November közepére Surányban ismét bizonytalanná vált a helyzet, miután a honvédség 1918. december 6-án elszállítatta Surányból az összes cukrot és távozott a városból. Surány megszervezte a saját védelmét. 1919. január 9-én a csehek elfoglalták Surányt, ahol egyelőre nem avatkoztak be a város történéseibe, az élet a háború előtti időkben megszokott módon folytatódott. Március 27-én a csehek a Tanácsköztársaság ellentámadása miatt általános mozgósítást rendeltek el, azonban a surányiak közül senki sem csatlakozott. Június 3-án a bolsevik sereg bevonult Surányba.

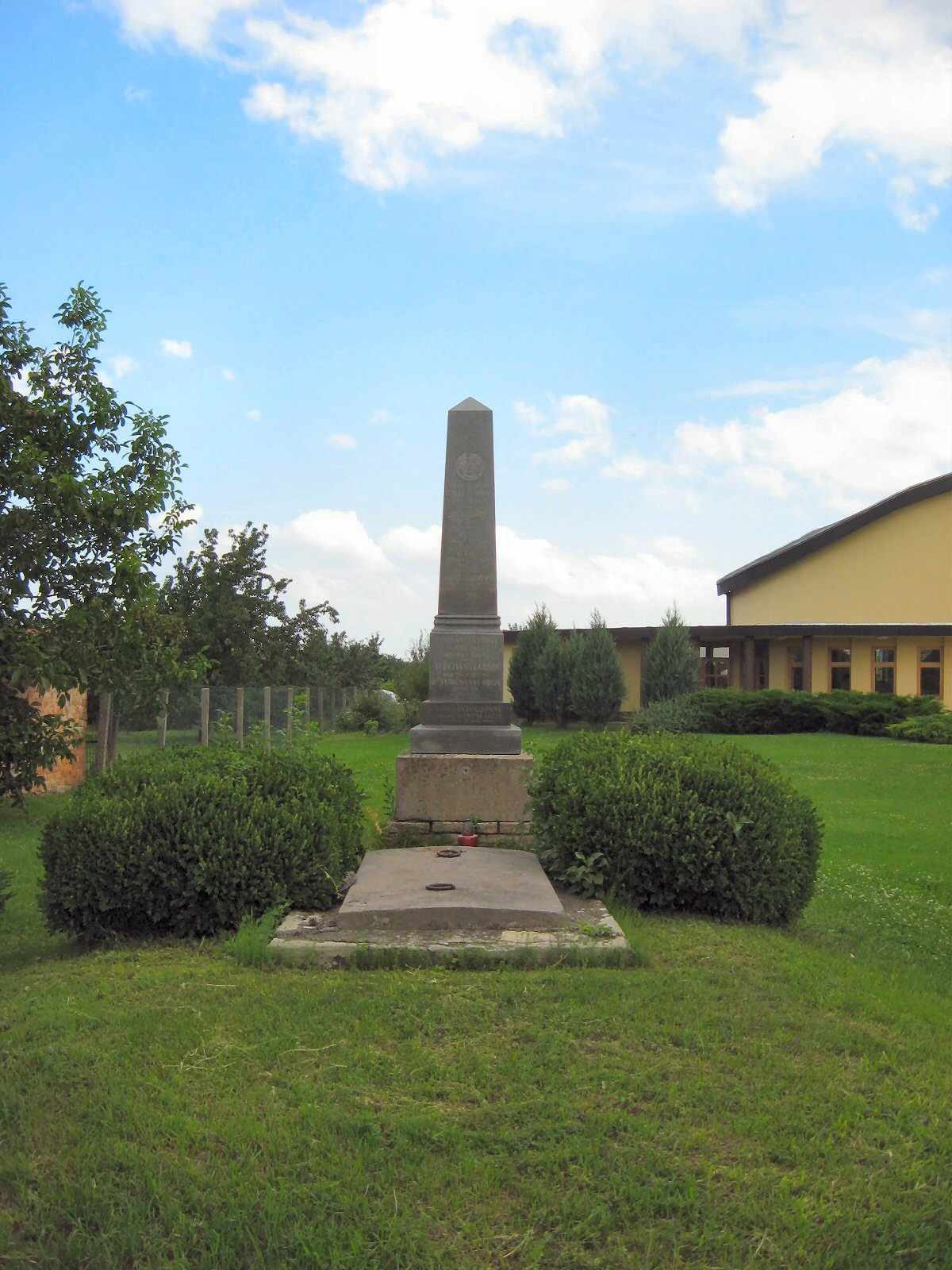
A Turchányi család sírja Egyháznagyszeg városrészben.

Június 9-én azonban a város ismét cseh kézre került. 1919. augusztusában népszámlálást tartottak. A városnak 6245 lakosából 2552 szlovák, 782 magyar és 196 német. A lakosság helyzete nem javult, így 1920 végén kiterjedt tüntetések voltak. 1922. december 28-án hadiállapotot vezettek be. A problémák miatt ismét széleskörű kitelepedési hullám indult el. 1922. február 10-ére azonban az államhatalom sürgetésére a képviselő testület üléseinek jegyzőkönyvei már szlovákul íródtak.
A trianoni békeszerződésig Nyitra vármegye Érsekújvári járásához tartozott.

### Az első köztársaságtól amásodik világháborúvégéig
1923. szeptember 16-án voltak az első önkormányzati választások, amelyeken a Csehszlovák Szocialista Párt szerezte meg a többséget. Június 23-án már a sebtében kinevezett új püspök, Jantausch Pál bérmált Surányban. 1924-ben az Aranyosmaróti járási Hivatal felajánlotta, hogy műszaki részleget létesítene Surányban, illetve érkezett egy javaslat, hogy Surányban kórházat is létesítenének. Mindkét javaslatot elvetette a jegyző. 1925-ben a vittenci születésű Basnák József lett a jegyző, aki bevezette, hogy a községi tanács ülésein ne dohányozzanak. 1925. november 15-én tartott parlamenti választásokon Surányban legtöbben a Hlinka-féle Néppártra szavaztak. 1926-ban lebontották a Berchtold kastélyt, a helyén új iskolát emeltek. 1926. július 22-én a cukorgyári malomban nagy tűz ütött ki, melynek kára 2 millió korona volt. Az 1927-es önkormányzati választásokon már a kommunista párt nagy többséggel győzött. 1927-ben meghalt Turchányi Albert helyi esperes, helyére Gratzer Ferenc került. Ebben az évben egy kút fúrásakor kőszénre leltek, azonban a csehországi szénbányáknak nem volt érdeke itt egy újabb bányát nyitni, ezért a feltárást elodázták. 1929-ben Kabina Lajos lett az új jegyző. A életminőség a gazdasági válság miatt egyre romlott a városban, ami az államhatalommal szembeni ellenszenvet fokozta. 1930. szeptember 11-én a városon utazott keresztül Tomáš Garrigue Masaryk, aki 10 percre megállt itt. A polgármesternek köszöntő beszédet kellett mondania, amelyet azonban előre le kellett írnia és ezt azután cenzúrázták. 1931-ben új országrészi elnököt neveztek ki Ország József személyében, aki Surányba ismét Basnák József jegyzőt rendelte. 1931. március 1-jéhez Surányban 293 munkás, 6 asztalos, 8 géplakatos, 10 ács, 20 kőműves volt munka nélkül, ez a szám az év végére majdnem megduplázódott. Ebben a helyzetben 1932-ben a zsidó hitközség a községi tanácstól támogatást kért zsidó fürdő felépítésére, amit a tanács el is fogadott. A katolikus templom javítására is megajánlott a tanács 600 000 koronát.
Az 1933-as év két tragédiát is hozott magával. Imrich Ágoston egyháznagyszegi lakos a vasútállomásra ment szenet szerezni családjának, azonban a vonatok tolatásakor aláesett a vagon alá és meghalt. Két kisváradi fiatalember (Melichárek Ciril és Polácsek Ernő) szerelmi féltékenységből összeszólalkozott, majd Melichárek rálőtt Polácsekre, aki meghalt. Miután ezt Melichárek tudatosította, öngyilkos lett. 1933. szeptember 25-én halt meg az utolsó surányi éjjeli bakter, Belan József. Ebben az évben nyílt meg a gazdasági iskola Surányban.
1934. május 20-án Basnák József jegyző ösztönzésére Surányban múzeumot alapítottak. Ennek értékes gyűjteményét a 40-es években Érsekújvárra szállították, majd ez Érsekújvár bombázásakor elpusztult. Június 17-én a Surányi főtéren Štefánik szobrát avatták fel, Frico Motoška szobrász alkotását. Augusztus 26-án megnyitották a futballpályát. 1935-ben a városi tanács nem folytatta a krónika írását. Az Anschluss után Csehszlovákia helyzete kritikussá vált. Csehszlovákia, mely a demokrácia fellegvárának mondta magát, folyamatosan semmibe vette a kisebbségi jogokat. Nemzetállamibb volta pedig nem volt valósabb, mint az Osztrák–Magyar Monarchiáé. Csehszlovákiában ekkor több német élt, mint szlovák.
1938. november 2-án Nagysurány a környező szlovák falvakkal Magyarországhoz került, ekkor Nyitra és Pozsony k.e.e. vármegye része. Ennek oka elsősorban az volt, hogy a Nyitra környéki magyar falvakat (Vicsápapáti, Nyitraegerszeg, Menyhe, Béd, Szalakusz, Kiscétény, Kalász, Babindál, Nyitragerencsér, Alsócsitár, Kolon, Zsére, Gímes, Barslédec, Nyitrageszte, Pográny, Alsóbodok) Szlovákiának hagyták, mivel ezek egy külön nyelvi szigetet alkottak a szlovák közegben, míg a Surányi és Verebélyi járások szlovák községei Magyarországhoz kerültek. A kivonuló cseh katonák attól való félelmükben, hogy a magyar honvédség ugyanúgy bánna a szobrokkal, mint azt ők tették 1919 és 1920 között, Štefánik szobrát magukkal vitték és Galgócon állították fel.
Kezdetben az itteni nacionalisták ellenállásra bujtogatták az embereket, azonban az érkező hivatalnokok igyekeztek elsajátítani a szlovák nyelvet, emellett az iskolákban is bevezették a magyar nyelv oktatását (mivel a település környezetében magyar falvak és városok is voltak, ezért ekkoriban még az emberek többsége itt is beszélt magyarul). A nemzetiségi tolerancia jegyében az átadott területen két szlovák nyelvű középiskolát létesítettek: egyet Nagysurányban, a másikat Kassán. Az ide küldött tanítók többsége is beszélte a szlovák nyelvet, sőt a szlovák gimnáziumban nem egy magyar ember is tanított. Alkalmanként azonban voltak összetűzések: ilyen volt, amikor Horthy nevenapján, 1938. december 6-án kitűzték a templomra a magyar zászló fölé a szlovákot, illetve amikor éjszakánként a csendőrség mellett futkározó gyerekek "kikirikít" (magyarul "kukurikú") kiabáltak a csendőrök felé, hogy ezzel gúnyolják a kakastollasokat.

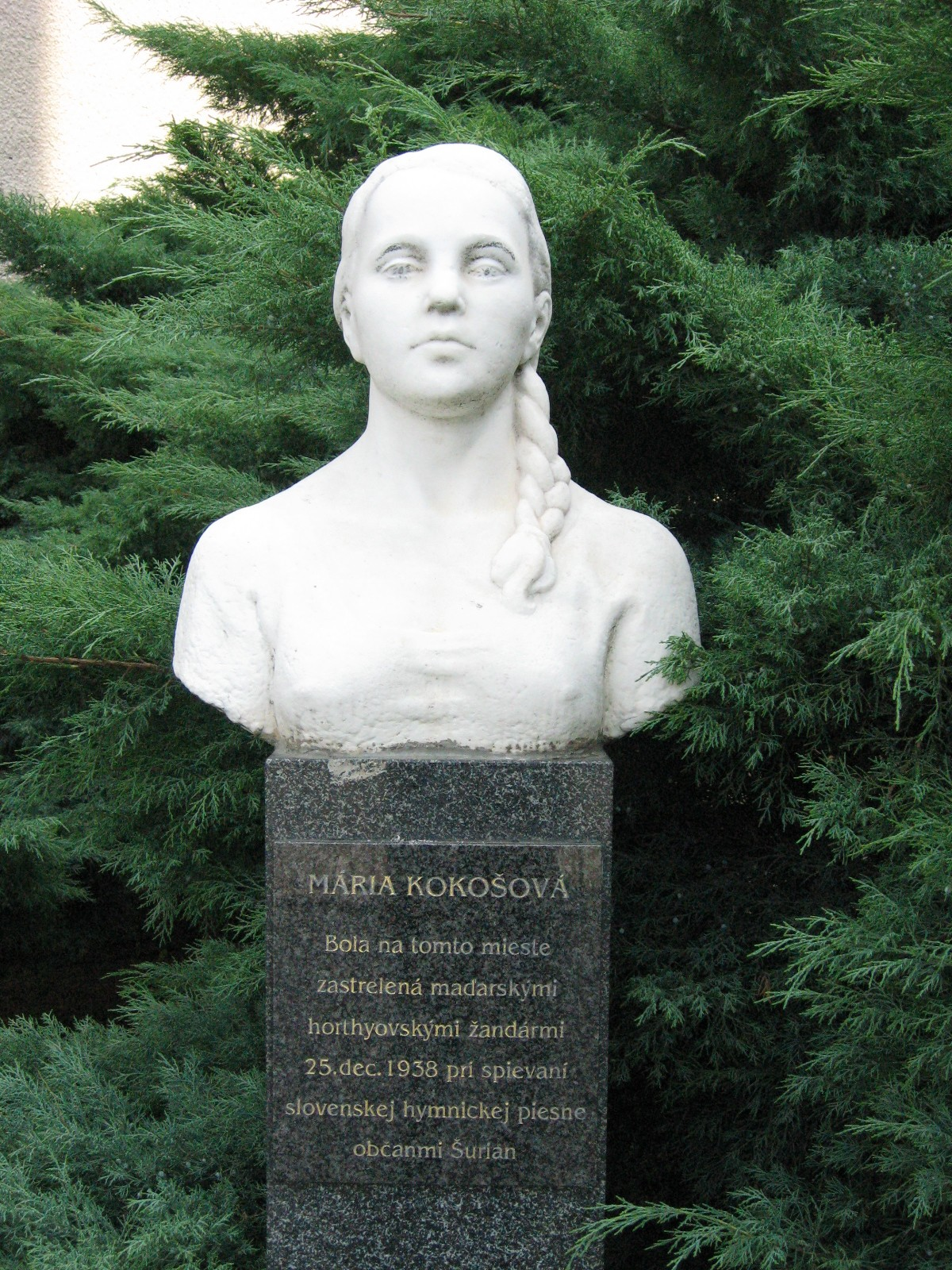
Kokoska Mária erősen idealizált szobra a templom mellett. Sajnos a felirat is azt a hatást kelti, mintha maga Mária is énekelt volna a tömeggel halála napján, holott nem volt szájpadlása.

A legnagyobb probléma 1938. december 25-én volt. Ekkor hazajöttek Surányba a Szlovákiában tanuló diákok és a Szlovákiába átszökött személyek is. Amikor Gratzer Ferenc plébános kijelentette, hogy a diákmisén az evangéliumot és a prédikációt magyar nyelven is elmondja, hangos köhögés hallatszott. A Szlovákiából visszajöttek elkezdték a többieket bujtogatni a hatalom ellen, a mise végén elhangzó magyar himnuszba elkezdték hangosan énekelni a "Hej, Slováci" kezdetű szlovák himnikus éneket. Amikor a hívek a templomból kijöttek, a magyarok és a szlovákok egymásnak estek. Mivel az utcán tartózkodtak a csendőrök is, a szlovákok ezek felé indultak meg. A csendőrök lőttek. A 19 éves Kokoska Mária meghalt, további hét ember megsebesült. Kokoska Mária testi fogyatékos volt, nem volt szájpadlása, így beszélni sem tudott. Szlovák források szerint a tűzparancsot Galambos János adta ki ("Tüzelj, az anyád Istenit!", majd ismételte "Tüzelj, a krisztusát!"). Azonban a magyar források részletesebben számolnak be arról, hogy Galambos János előbb magyar, majd Révfalusi Mihály szlovák nyelven felszólította a tömeget a főtér elhagyására, azonban a tömeg nem akart feloszlani. Amikor a tömeg tovább közeledett a csendőrök felé, Galambos János felszólította a rendőröket, hogy készítsék a fegyvereket majd kiadta a tűzparancsot. Tóth József fegyverét elsütötte, majd utána Szabó Lajos is. Meg kell említeni, hogy Tóth Józsefet egyszer már megbüntették, mert Koltán hasonló körülmények között lelőtt már egy embert. Galambos Jánost három hét börtönre, Tóth Józsefet (a jegyzőkönyvben egy helyen Ferenc) pedig leszerelésre ítélték. A szlovák sajtó azonnal elítélte az esetet, Pozsonyban tüntetést szerveztek. Ennek következtében a magyar hatóságok óvatosabbak voltak, és a továbbiakban nem került sor hasonló eseményre. A történtek után a legtöbb Szlovákiában élőt elfogták és a Csehszlovákiával történő megegyezésig bebörtönözték őket, majd kiutasították. Az atrocitás után Surányban nem történt hasonló eset. Ezeken kívül még két eset volt a visszacsatolt Felvidéken, az egyik Komáromcsehin, ahol Bakos-Mihálik Katalin 24 éves asszonyt lőtték le, és Kassaújfalun, ahol Balogh József helyi plébánost megverték és sérüléseibe belehalt. A 40-es években világháborús emlékművet lepleztek le Surányban. 1941-ben Komjáton és Surányban maga Serédi Jusztinián végezte a bérmálást, aki itt szlovákul beszélt.
Az "önálló" szlovák állam revíziós politikával válaszolt a területveszteségeire. 1940-ben a Salzburgi tárgyalásokon Tiso, Tuka és Mach delegációja memorandumot nyújtott át Hitlernek, amely tartalmazta Verebély-Surány vidékének Szlovákiához csatolásának szándékát és lakosságcsere megvalósítását.
A zsidók ügye Szlovákiában rosszabb volt, mint Magyarországon. Szlovákia kikiáltása után azonnal elkezdték a zsidók deportálását, sok zsidó Szlovákiából igyekezett Magyarországra szökni. A Nyitraivánka és Berencs közti illegális határon Grünwald Albert és Johaník László taxisofőr, surányi lakosok szöktették át az embereket. A leleplezés után a csempészeket Fiala Emánuellel és Neubauer Zoltánnal együtt átadták a Gestaponak 1943-ban.
Magyarország megszállása után a zsidók megmentése már csak reménytelen kísérlet maradt Horthy részéről.[forrás?] 1944 nyarán Surányba is 400 csendőr érkezett a zsidóságot összegyűjteni, majd elszállítani. Csupán néhány tért közülük vissza. A háború végén az ellenállás ismét egyre fokozódott, ez az ellenállás azonban már általánosan a nácizmus ellen irányult. A nyilasok a németek kiszolgálásában a háború vége felé már az egészen fiatalokat is vitték a frontra, vagy dolgoztatni. Surány környékén sokan bujkáltak a hatóságok elől.

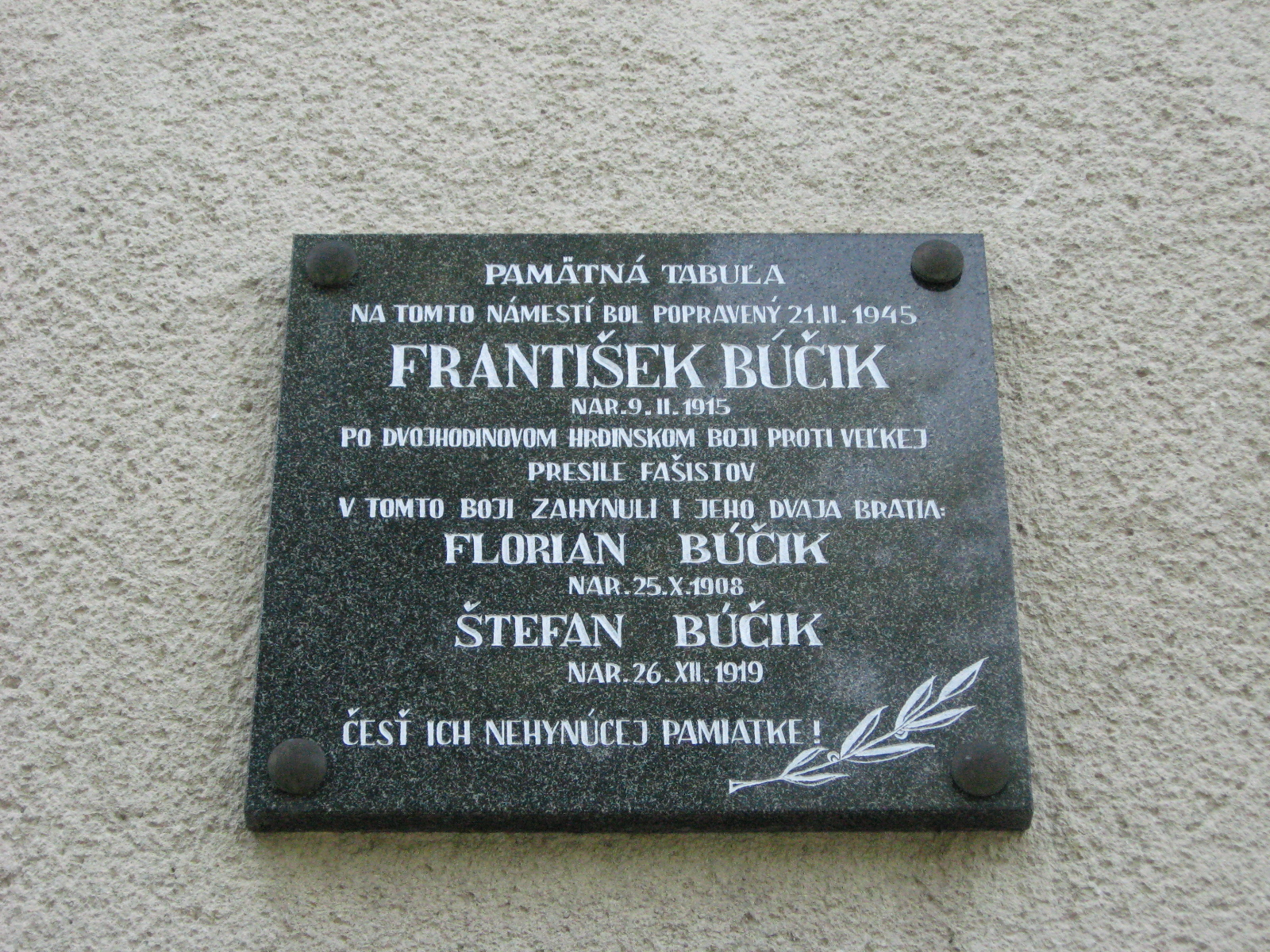
A Búcsik fivérek emléktáblája.

Búcsik Ferenc surányi lakos 1944-ben nem volt hajlandó ismét bevonulni, egy ideig a környéken bujkált, azonban 1945. február 20-án Búcsik Ferencért elment egy hadnagy és egy Kacina nevű besúgó. Kacina fenyegetőzött, mivel Búcsik nem akart velük menni. Vita kezdődött, melynek végén Kacina rálőtt Búcsik anyjára, akit azonban nem talált el. Erre Ferenc viszont baltával leütötte a hadnagyot, aki meghalt. Kacina elmenekült erősítést hívni. Az erősítés kisvártatva megérkezett, tűz alá vették a házat. Búcsik anyja és apja el tudtak menekülni, de Ferenc és két testvére (Flórián és István) ott maradtak. Flóriánt és Istvánt lelőtték. Ferencet elfogták és másnap az anyja szeme láttára kivégezték a surányi főtéren. A kivégzésre kötelezően kivezényelték az iskolásokat és a cukorgyári munkásokat. 1945. február 12-én a nyilasok német tisztek vezetésével Kisváradon is próbát tettek, el akarták vinni az itteni férfiakat, de mindenki igyekezett elbújni. 1945. március 30-án Surányba bevonult a szovjet hadsereg.

### A szocializmus évei és a rendszerváltás
A felszabadulás után viszonylag gyorsan rendeződött a helyzet Surányban. 1945-ben a városnak 6218 lakosa volt. Az 1946. május 26-án tartott választásokban a kommunista párt győzött, így a helyi képviselő testületben nem következett be nagy változás a kommunista puccs után sem. 1949. június 23. és június 25. között a surányi hívek fellázadtak, mivel a kommunista hatóságok megpróbálták elvinni papjukat, Karol Markovičot, ami végül nem sikerült.

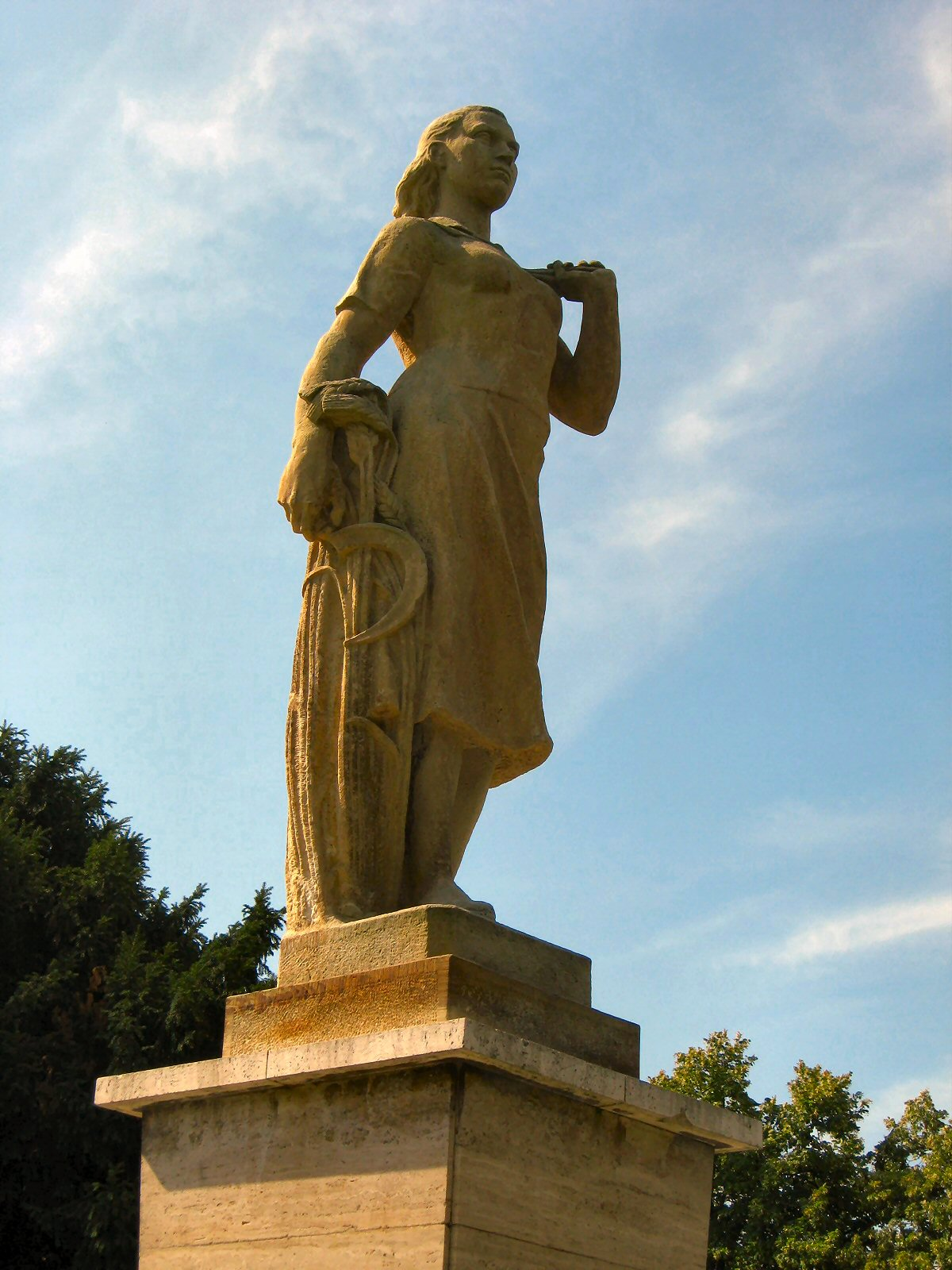
A szocializmus művészetének megmaradt emléke Nagysurányban – Egy proletár nő szobra.

1949 és 1950 között megalakult az egységes földművesszövetkezet. Megalakult a középfokú mezőgazdasági szakközépiskola, a cukorgyári szakmunkásképző és a tizenegy éves szakközépiskola. A surányi általános iskolában a hittan tanítását nem szüntették meg, ami a hatóságok erős rosszallását váltotta ki. A 70-es évekre sikerült azonban elérni, hogy a diákoknak kevesebb mint a fele járt már csak hitoktatásra, ez azonban nem mérvadó, mivel sokan titokban járatták gyermeküket hittanra. 1960-ban felépült az Autobrzdy gyár, mely autóalkatrészek gyártásával foglalkozott, ahogy az 1961-ben felépült Štátna výroba autodielov Praha surányi fióküzeme is. 1962-ben a bellusi Kovo cég létesített itt fióküzemet, ahol fodrász-borbély székeket készítettek. 1962-ben megalakult a Közgazdasági Középiskola, a későbbi Üzleti Akadémia. 1965-ben megépült a Szakszervezetek háza, amely ma a surányi Matica slovenská székháza. 1975. december 16-án Egyháznagyszeget, Kisváradot, Zsitvafödémest egyesítették Nagysuránnyal, ezzel egyidejűleg megszámozták a házakat és rögzítették az utcaneveket. A cukorgyár hőközpontot, a Calex surányi üzeme pedig kazánházat épített ki. Megépült a városi kanalizáció. 1980 augusztusában elindult a városi tömegközlekedés. 1981-ben 42 új épületet adtak át, melyek között volt óvoda, bölcsőde, és 184 lakás (többnyire háztömbben). Az 1980/81-es tanévben Surányban 5 alapiskola működött: az SNP utcai (SNP=Szlovák Nemzeti Felkelés), a Bernolák utcai, az egyháznagyszegi, a zsitvafödémesi és a kisegítő iskola, továbbá ezeken kívül 10 óvoda. A 80-as évektől jelentős sportélet is folyt a városban. A Malík család tagjai és Fajmon kiemelkedő teljesítményt értek el atlétikában (futás, sportgyaloglás), fontos eredmények születtek kézilabdában és lóversenyeken is. Ľuboš Matejička kulturisztikában képviselte a várost és az országot nemzetközi szinten, Peter Matejička pedig ötpróbában ért el sikereket. Egy kisebb egészségügyi központot is létesítettek. A városi kanalizáció mellett nagy tempóban folyt a gáz és víz bevezetése is. 1985-ben épült fel a halottasház. 1986-ban a címer mellé Surány városa mottót is választott: "Factum infectum fieri nequit" (Ami megtörtént, meg nem történtté nem tehető. Plautustól). 1987 júniusában súlyos vihar támadt a surányi határban, amelybe 2000 kisfa dőlt ki. 1988. június 25-én sok hal pusztult el a Nyitrán, mivel valamelyik felső-nyitrai üzem vegyi anyagokat engedett ki. Ebben az évben ünnepelte a város első írásos említésének 850. évfordulóját, melyre elkészült egy monográfia, illetve sporteseményeket és előadásokat is tartottak. 1989. február 21-én a gabonamalom felrobbant és le is égett, Jozef Urban kilenc nő életét megmentette lélekjelenlétével, de másnapra sokkot kapott. A robbanásnak azonban így is lett halálos áldozata. 1989. november 27-én 3500 fő tüntetett a Štefánik szobor visszaállítása mellett, a demokratikus rendszerért. A szobrot 20 évig befalazva őrizték a Műszaki Szolgáltatások Házában Tvrdoň Rudolf támogatásával. A szobor 1989. december 1-jén visszakerült a helyére. December 15-én megalakult a helyi Matica alapszervezete is. A surányi lakosság már 1990. január 4-én fellépett a dél-szlovákiai magyarok ellen, akik nemzetiségi helyzetük megoldását követelték. 

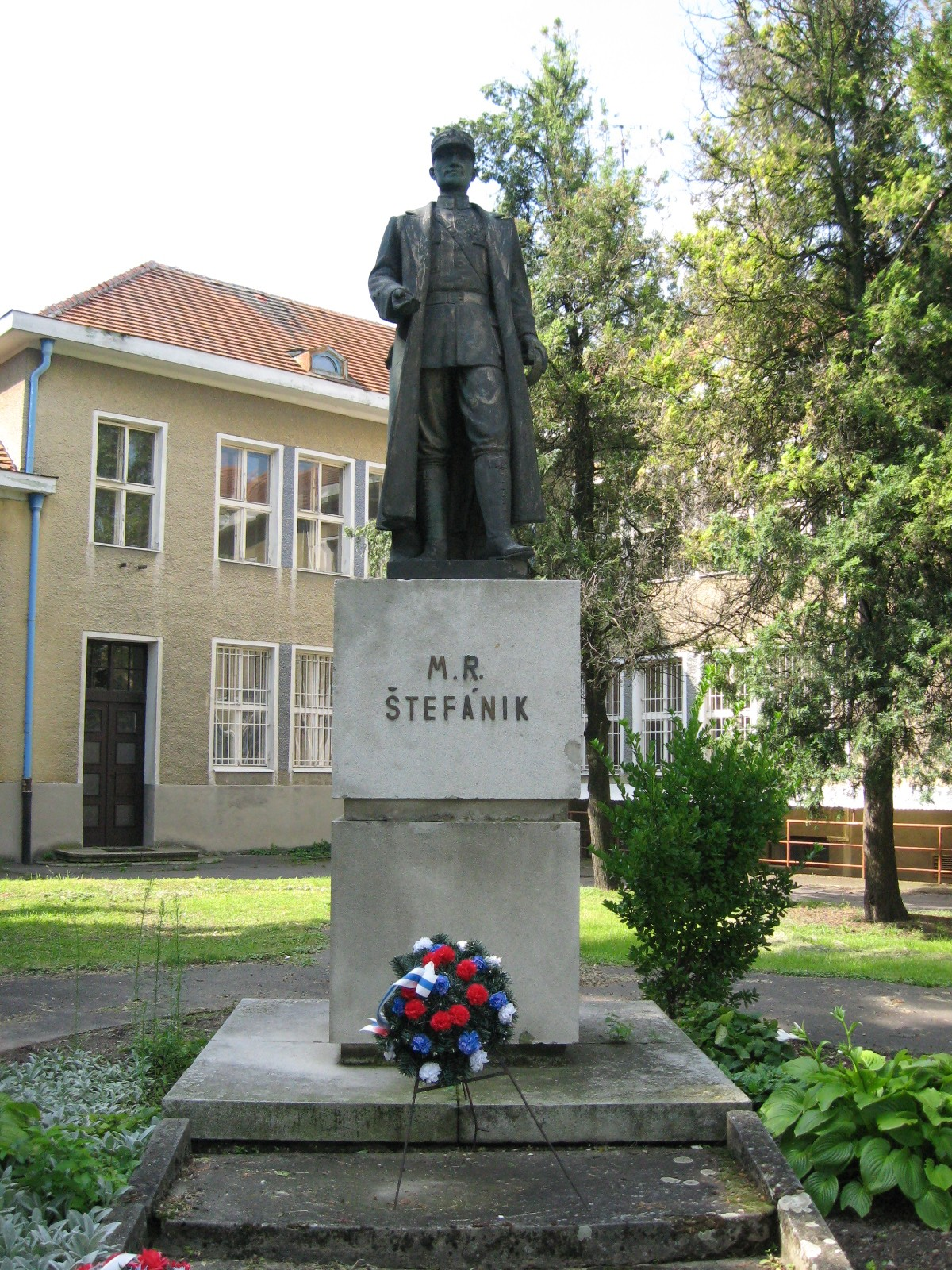
A hányatott sorsú Štefánik szobor a szlovák gimnázium épülete előtt.

 A további provokációk miatt a Nyilvánosság Az Erőszak Ellen mozgalom járási bizottsága 1990. szeptember 1-jén a surányi alapszervezetét nacionalistának, sovinisztának, a Matica slovenskát pedig fasiszta szervezetnek minősítette. Ennek elsősorban az volt az oka, hogy a surányiak a párton belül formálódó nacionalista csoportot támogatták Vladimír Mečiar vezetésével. A komjátiakkal együtt aláírás gyűjtést indítottak, hogy Szlovákia egyetlen államnyelve a szlovák legyen. 1990 októberében Jana Šimo-Svrček surányi Matica-tag Pozsonyban éhség sztrájkba kezdett, hogy ezzel hívja fel a figyelmet arra, hogy "Dél-Szlovákiában mennyire elnyomott helyzetben vannak a szlovákok". 1991. január 1-jén megalakult a Körzeti Hivatal Nagysurányban. Február 4-én két surányi származású pap celebrálta a misét itt: Tóth Domonkos (Egyháznagyszegen született), a pozsony-nagyszombati főegyházmegye püspöke, illetve Packa Béla, a pozsonyi teológia tanára. 1991 májusában szorosabb együttműködés alakult ki Körmöcbánya és Nagysurány között Matunák Mihály személye miatt, aki mindkét város számára nagy jelentőséggel bírt. Október 10-én a szolnoki születésű Rakné Szovics Olga lett a Városi Kultúrközpont vezetője, illetve a városi krónikás. 1991 novembere és 1992. decembere között épült meg az új surányi vasútállomás a régi helyén. 1992. április 15-én a Szakszervezetek Háza a Maticájé lett. 1992 szeptemberében megnyílt a Bosnyák Zsófia Egyházi Alapiskola (általános iskola). Surány öröme igen nagy volt 1993. január 1-jén az önálló Szlovák Köztársaság kikiáltásakor. Amit a komjátiakkal együtt akartak sorra megvalósult. Elérték, hogy Szlovákia önálló legyen, majd azt is, hogy a szlovák mellett a magyar nyelv csak megtűrt státuszt kapjon, végül a Mečiar kormányzat egy ideje alatt azt is, hogy teljesen száműzzék a hivatalos érintkezésből (tehát a magyar iskolák hivatalos okmányai is a kétnyelvű okmányok helyett csak szlovák nyelven íródhattak). 1994-ben a surányiak megemlékeztek egy vágtapolcai zarándoklat és egy mise erejéig az általuk szentként tisztelt Bosnyák Zsófiáról. A surányi misén részt vett Tóth Domonkos és Ján Chryzostom Korec nyitrai megyés püspök is. Ahogyan a helyi krónikák mutatják a surányiak nagy része Mečiar-Slota párti volt. 1996. február 28-án Michal Kováč köztársasági elnök látogatott ide, akire a surányiak hangosan kiabálták, hogy le vele!. Kováč ugyanis visszautasította Mečiar demokrácia-ellenes törekvéseit.

## Népessége
| Év:            | 1994.  | 2004.   | 2014.   | 2024.   |
| -------------- | ------ | ------- | ------- | ------- |
| Emberek száma: | 10 504 | 10 426  | 10 055  | 9103    |
| Eltérés:       |        | -0,74 % | -3,55 % | -9,46 % |

| Év:            | 2023. | 2024.   |
| -------------- | ----- | ------- |
| Emberek száma: | 9238  | 9103    |
| Eltérés:       |       | -1,46 % |

1880-ban 4892 lakosából 3313 szlovák és 630 magyar anyanyelvű volt.
Egyháznagyszeg 420 lakosából 339 szlovák és 50 magyar anyanyelvű volt.
Kisvárad 813 lakosából 756 szlovák és 19 magyar anyanyelvű volt.
Nagyszeg 302 lakosából 231 szlovák és 51 magyar anyanyelvű volt.
1890-ben 4613 lakosából 3168 szlovák és 898 magyar anyanyelvű volt.
Egyháznagyszeg 759 lakosából 708 szlovák és 35 magyar anyanyelvű volt.
Kisvárad 904 lakosából 899 szlovák és 5 magyar anyanyelvű volt.
1900-ban 4762 lakosából 3170 szlovák és 1139 magyar anyanyelvű volt.
Egyháznagyszeg 857 lakosából 775 szlovák és 72 magyar anyanyelvű volt.
Kisvárad 921 lakosából 870 szlovák és 45 magyar anyanyelvű volt.
1910-ben 5225 lakosából 3413 szlovák, 1626 magyar és 176 német anyanyelvű volt, ebből 4603 római katolikus, 586 izraelita, 16 református és 18 evangélikus vallású volt. Egyháznagyszeg 950 lakosából 888 szlovák és 55 magyar anyanyelvű volt.
Kisvárad 1041 lakosából 1005 szlovák és 29 magyar anyanyelvű volt.
1921-ben 6200 lakosából 4714 csehszlovák és 887 magyar volt.
Egyháznagyszeg 1002 lakosából 971 csehszlovák és 16 magyar volt.
Kisvárad 1007 lakosából 985 csehszlovák és 16 magyar volt.
1930-ban 6388 lakosából 5811 csehszlovák, 218 magyar, 217 zsidó, 71 német, 4 ruszin, 1 egyéb nemzetiségű és 66 állampolgárság nélküli volt. Ebből 5510 római katolikus, 772 izraelita, 44 evangélikus, 20 református, 1 görögkatolikus és 41 egyéb vallású volt. Egyháznagyszeg 1293 lakosából 1254 csehszlovák és 21 magyar volt.
Kisvárad 1013 lakosából 1003 csehszlovák és 8 magyar volt.
1941-ben 6273 lakosából 3980 szlovák és 2039 magyar volt.
Egyháznagyszeg 1322 lakosából 1155 szlovák és 54 magyar volt.
Kisvárad 1002 lakosából 985 szlovák és 17 magyar volt.
1970-ben 6728 lakosából 6595 szlovák és 75 magyar volt.
Egyháznagyszeg 1448 lakosából 1439 csehszlovák és 3 magyar volt.
Kisvárad 992 lakosából 984 szlovák és 2 magyar volt.
1976-1990 között Nagysurány része volt Zsitvafödémes is.
1980-ban 11320 lakosából 11101 szlovák és 98 magyar volt.
1991-ben 10192 lakosából 9919 szlovák és 104 magyar volt.
2001-ben 10 491 lakosából 10 206 szlovák (97,3%), 88 magyar (0,8%) és 67 cseh volt (0,6%).
2011-ben 10 177 lakosából 9414 szlovák, 63 magyar és 52 cseh volt.
2021-ben 9562 lakosából 8720 (+36) szlovák, 56 (+15) magyar, 20 (+11) cigány, 5 (+4) ruszin, 101 (+13) egyéb és 660 ismeretlen nemzetiségű volt.

## Népszokások, legendák, mondák, történetek

### Morena égetése
Surányban az 1700-as évek végéről származik az első leírás a szláv pogány Morena, a tél istennőjének égetéséről. Ez a szokás a szlávoknál sok helyen megmaradt a kereszténység elterjedése után is. Ilyenkor a gyerekek és a fiatalok általában egy szalmából készült felöltöztett bábut magas pálcára helyeznek, majd énekeket énekelve elviszik a folyóhoz (itt általában az Öreg-Nyitrához, a Csády-híd mellé), a folyó mellett félkört alkotnak, elmondanak egy mondókát, majd a bábut a vízbe hajítják. Jelképezve ezzel a tél végét. Egyes helyeken előtte a bábut meg is gyújtották.

### Versek, mondókák, népdalok
Surány folklórja igen gazdag. Ismertek szlovák nyelvű katonadalok, toborzási dalok, betlehemezési dalok és versek. Nagy hagyománya van a májusfák állításának és a húsvéti locsolkodásnak is. Sok népdal maradt ránk Matunák Mihály gyűjtéséből. Több szól közülük a Surányi várról, a kuruc korról. A kuruc dalok tanúsága alapján a Surányiak támogatták Rákóczi felkelését:
Ne bojme sa bratri
Uhry aj slováci;
Hej, ukážme labancom
Jakí sme vojaci

Ne féljünk testvérek
Magyarok és szlovákok;
Hej, mutassuk meg a labancoknak
Milyen katonák vagyunk
Vagy egy másik hasonló vers:
Já som podaný zo Šurán,
Já nemám ženu, len som sám,
Musíte ma prepustiť,
Čo budete, čo robiť.
…
Už odchádzam, chcem voják byť,
Chcem za krála verne slúžiť.
Za uhorskú krajinu,
Za mú milú rodinu.

Én surányi szolgáló vagyok,
Nincs nekem asszonyom, magam vagyok,
El kell engedjetek,
Mit fogtok, mit fogtok csinálni.
…
Már elmegyek, katona akarok lenni,
Akarom a királyt hűen szolgálni,
A magyar országért,
Az én édes családomért.
Egy további példa:
Pomôž nám Bože náš,
Aj panna Mária,
Aby nezhynula
Uhorská krajina.

Uhorská krajina
Bolas vyvíšená
Za zlatô jabĺčko,
Bolas vyložená.

Segíts nekünk Istenünk,
És Szűz Mária is,
Hogy el ne haljon,
Magyarország.

Magyarország
Felemeltetett,
Arany almácskával,
Ki lett rakva.
A magyar néprajzkutatók között azonban felmerült a kérdés, hogy ezeket a verseket nemcsak Matunák Mihály apja, Matunák Imre komponálta-e, mivel a versek többségének ő a forrása. Ezt azonban maga Matunák és a szlovák kutatók határozottan visszautasítják. Elsősorban arra hivatkozva, hogy a surányi idősebb generáció körében egyes kuruc dalok még a második világháború idejében is ismertek voltak (például a Šuriansky víťaz – A surányi győző). A további népdalok közül fontosak a török kori énekek is (ezek közül az egyik a nagyvezekényi ütközetet énekli meg, ahol négy Esterházy esett el), ismert egy ének Bosnyák István nyitrai püspökről, valamint a szentéletű Bosnyák Zsófiáról is (Šuránska svatá Žofia – A surányi Szent Zsófia). A szabadságharc végeztével a kiábrándultságot is kifejezi néhány ének, ezek közül az egyik a To šuriansko pole – Az a surányi mező, amelyben Károlyi Sándor gróf mulat a surányi kastélyban Pálffy Jánossal.

### Mondák
- Kutyusok

A surányiakat a környékbeliek kutyusoknak nevezik. Ennek eredete egy népi mondában keresendő. A 19. század második felében az egyik surányi jegyző úrnak volt egy szép nagy kutyája. A jegyző felesége még ruhát varrt és cipőcskét is készített a kutyának, melyet hidegebb idők esetén a kutyára fel is adtak. A jegyző felesége rendszeresen délutánonként járt a kutyát sétáltatni. Egyik ilyen séta alkalmával hosszabb ideig elbeszélgetett egy ismerősével és a kutya eltűnt. Hiába kiabált, meg nem került az. A községi dobos így kihirdette, hogy a jegyző úrnak elveszett a kutyusa, aki megtalálja, a cipőcskéjét megtarthatja: "Kto kuťuša nájde, papučky si môže nechať." (mely mondatban a kuťuša kifejezés a magyar kutyusból lett átvéve). Ezen esemény óta hívják a surányiakat a környékbeliek kutyusoknak.
- Hojker

Surányban szokás volt, ha valaki beteg volt, de betegségét nem tudták pontosan azonosítani, azt mondták, hogy hojkere van. Egy idő után a tanárok sem tiltakoztak ez ellen, így az iskolai könyvekbe is ez került be, ha valaki hiányzott. A második világháború alatt Budapestről érkezett tanfelügyelő, aki meg kívánta nézni az osztálykönyvet. Károlyi Júlia grófnő (az iskolában volt tanárnő, a helyi gyerekek csak Cucikának nevezték) meg is mutatta a felügyelőnek, akinek rögtön fel is tűnt, hogy sok helyre az volt írva, hogy "hojker". Megkérdezte Károlyi Júlia tanárnőt, hogy milyen betegség ez. Mire a grófnő azt felelte, hogy talán a tanfelügyelő úr nem tanult latinul? Amire a tanfelügyelő elszégyenlette magát és nem kérdezett többet.

### Zenei hagyományok
- Liszt Ferenc járt néhányszor Surányban (1881 és 1885 között), mivel unokatestvére Henning János itt volt orvos. Henning anyja, Liszt Borbála ugyanis Liszt Ádámnak (Ferenc apjának) a testvére volt.
- A zenei tradíciókról elmondható, hogy Surány népzenéje erőteljes morva hatást mutat. Amikor 1864-ben Lavoux József Viktor gróf, helyi bíró megalapította a helyi tűzoltó egyesületet, nem lehetett kérdés, hogy ennek zenekara rézfúvós lesz – annak ellenére, hogy a rézfúvós zenekarok Magyarországon nem voltak túlságosan elterjedve.
- A 19. század második felében a surányiak gyakran jártak a Délvidékre dolgozni. Innen hozták haza a tamburást az Augustín testvérek. A rézfúvósok mellett ez lett a másik jellemző surányi zenekar.

## Ipara

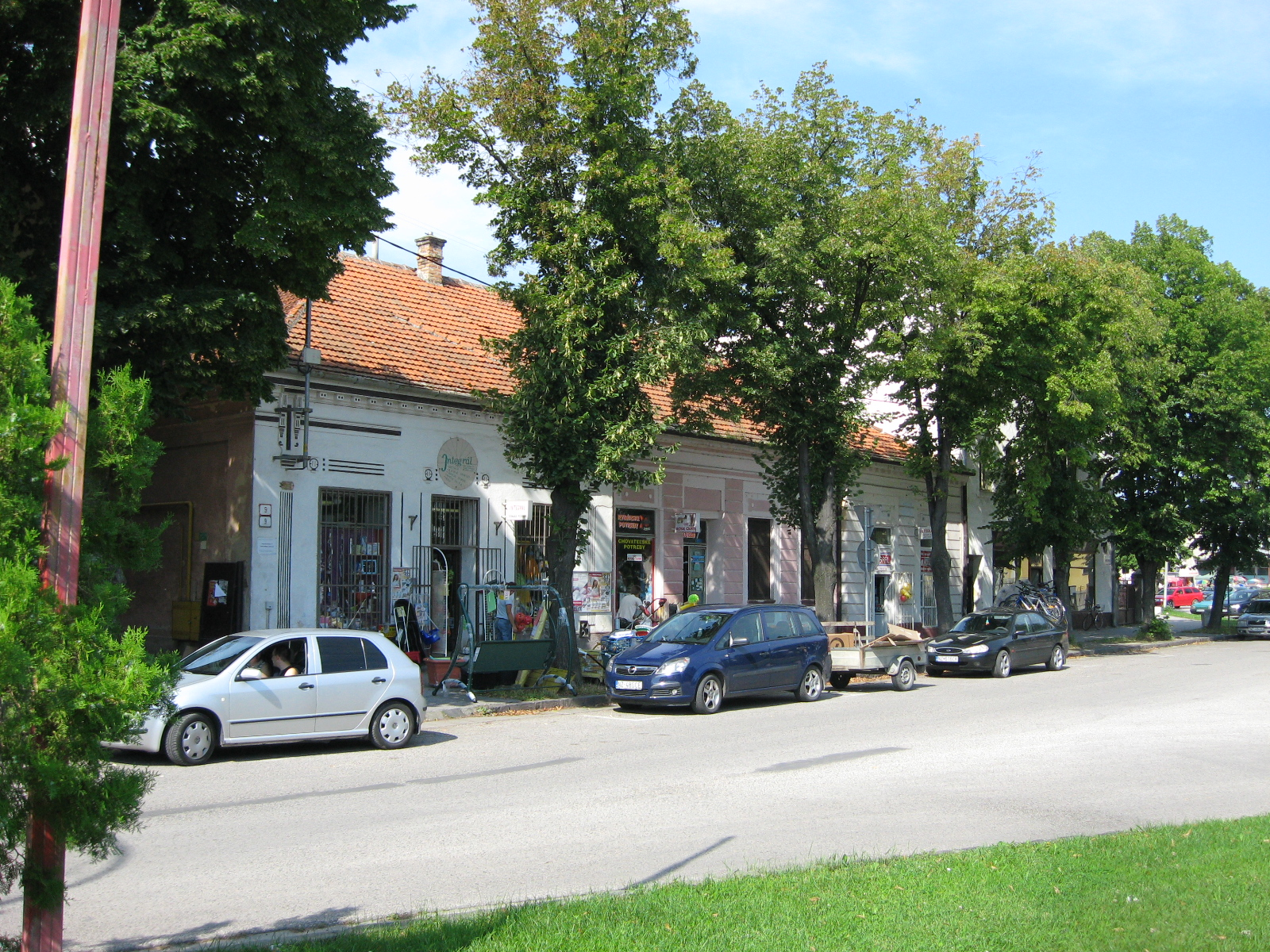
Üzletek Nagysurány központjában.

Surányban a malmok létezésének első bizonyítékai a 13. századba nyúlnak vissza, amikor a kunok építettek itt malmot. 1735-ben működött Surányban egy posztó manufaktúra. 1835-ben épült itt az első hengermalom. 1854-ben alapították a cukorgyárat. 1863-ban vízimalmot építettek. 1865-től működött itt szeszgyár és téglagyár is. 1881-ben volt az első sztrájk a cukorgyárban. 1888-ban megalakult a surányi takarékpénztár. 1898-ban Deutsch Antal édességgyárat alapított, amely azonban rövid időn belül leégett. Az 1900-as párizsi világkiállításon a surányi Sternheim cég is állított ki izolációs és tűzálló anyagokat. A szocializmus évei alatt Surányban működött gyárak: Nyitramenti téglagyár, cukorgyár, édességgyár, malom, akkumulátor gyár, bútorgyár (háztartásba, iparba – Kovo Beluša fiókvállalata), autóalkatrészek és fékek gyára. Emellett mezőgazdasági gépek műhelye is működött itt, mely javítással és karbantartással foglalkozott. A rendszerváltozás után sok cég megszűnt és újak alakultak. Az kezdeti gyors fluktuáció mára már megállapodott. 2000-ben sajnálatos módon bezárták az itteni cukorgyárat, ez jelenleg pusztul. Jelentősebb cégek:
- Elitex – textilipari gépgyár
- Kovoglas – lakatosmunkák, borbély és fodrász székek gyártása
- Profimat – fatermékek, bútorok készítése
- GRAFO – nyomda
- OK TEAM – reklámügynökség
- AMADEUS-MP – helyi sörgyár
- LUMATEX – textilipari vállalat

## Intézmények
Ma már iskolái mind szlovák tannyelvűek.

### Általános iskolák
- Bernolák Utcai Általános Iskola (Základná škola na Bernolákovej ulici)
- SNP (Szlovák Nemzeti Felkelés) Utcai Általános Iskola (Základná škola SNP)
- Egyháznagyszegi Általános Iskola (Základná škola v Kostolnom Seku)
- Kisváradi Általános Iskola (Základná škola v Nitirianskom Hrádku)
- Bosnyák Zsófia Egyházi Általános Iskola (Cirkevná základná škola Žofie Bošniakovej) – római katolikus általános iskola
- Kisegítő Iskola (Osobitná škola)

### Középiskolák
- Nagysurányi Gimnázium (Gymnázium Šurany)
- Üzleti Akadémia (Obchodná akadémia)
- Mezőgazdasági Szakközépiskola (Stredná poľnohospodárska škola)
- Mezőgazdasági és Élelmiszeripari Szakmunkásképző Intézet (Stredné odborné učilište poľnohospodársko-potravinárske)
- Elitex Gépipari Szakmunkásképző Intézet (Stredné odborné učilište strojárske Elitex)

### Egészségügy
- Surányi Poliklinika (Poliklinika Šurany) – 1950-től működik, 1996-ban vette át vezetését a város.

### Temetők
- Kisváradi temető
- Egyháznagyszegi új temető
- Egyháznagyszegi régi temető
- Surányi öreg temető – a vasútállomás mellett, felszámolás alatt
- Rajcsúri temető – Kisvárad felé, felszámolás alatt
- Báláti temető – Nagysurány köztemetője

## Nevezetességei

### Szent István vértanú plébániatemplom

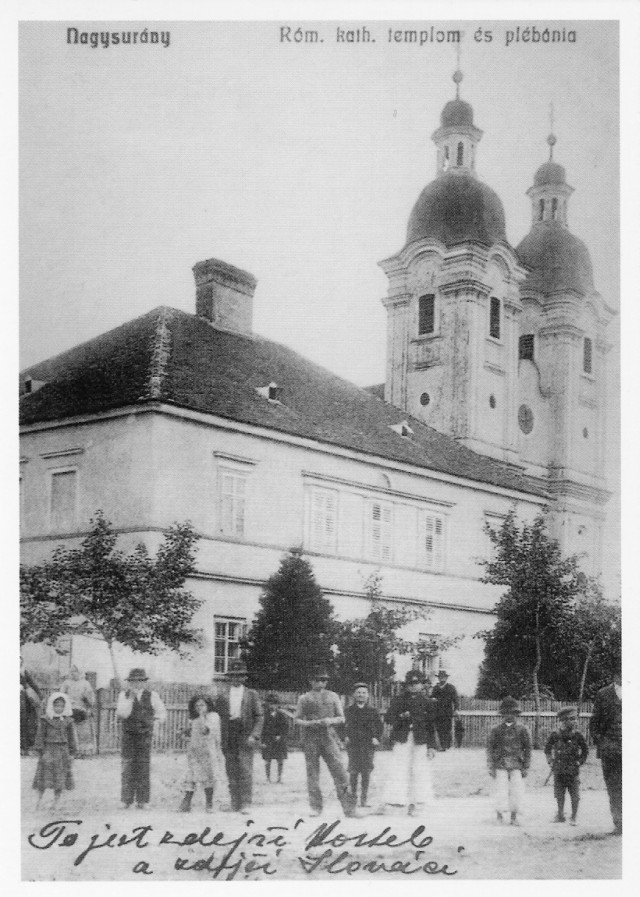
A Szent István vértanú katolikus templom és plébánia 1914 körül.

Az első surányi templom említése 1296-ból származik. Szent Miklós tiszteletére volt szentelve, papja Benedek volt. Az írások a templomról múlt időben beszélnek, mivel a templom a tatárjárás során megsemmisült. A tatárjárást követően a surányiak nagyobb része Egyházszegre járt templomba, mivel az ottani templom megmaradt. A nemesség a vár megépülése után a várkápolnát is látogatta. Egészen 1511-ig nem tudunk más templom létezéséről a város területén. Ez a templom gótikus stílusban épült. A török támadások alkalmával azonban 1590-ben ez is megsemmisült. A harmadik templomot Bosnyák István nyitrai püspök építette a 17. század elején, mely már két toronnyal rendelkezett és Szent István vértanúnak volt szentelve. A török kor végére ez is megsérült. 1719-ben azután újjáépítették a régi templom mintájára barokk stílusban. A templom azonban már 1815-re igen szűkösnek bizonyult, ezért kibővítették. 1936-ban a templomhajót az egyre romló állaga miatt teljesen szétszedték és a templomból csak az eredeti tornyokat hagyták meg. 

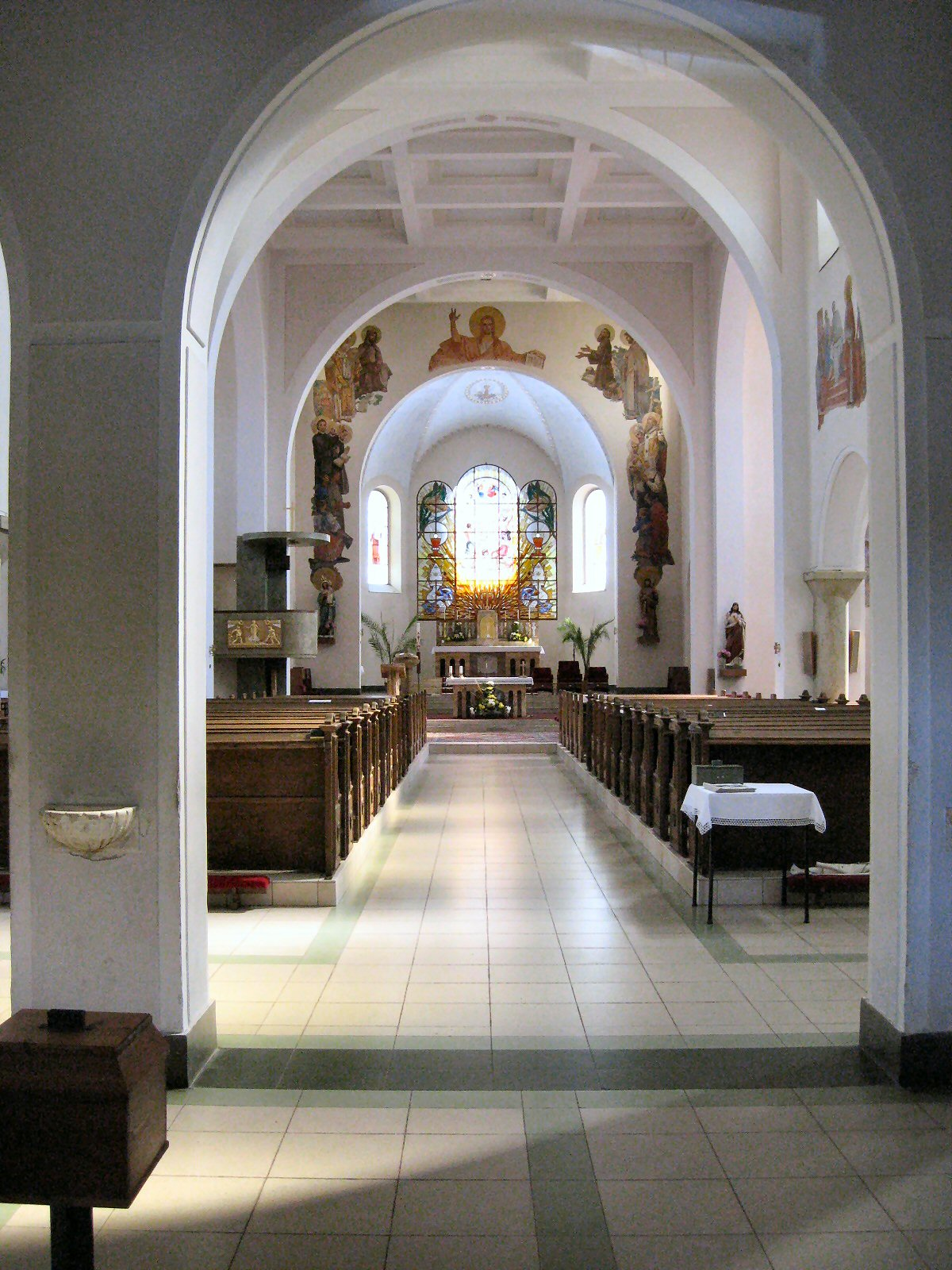
A katolikus templom 1942-ben felépített új hajójának festményei.

 Az új templomhajó építése 1942-ig tartott, ennek során nem vették figyelembe a történelmi épületet és rendkívül újszerű templomot építettek föl. A templom építése anyagi okok miatt igen sokáig elhúzódott. A templom freskóit Massányi Ödön nyitrai akadémiai festő festette, aki a háború alatt járt át Szlovákiából Surányba (ami akkor Magyarországhoz tartozott). A freskókat csak 1945-ben fejezte be Massányi. Ábrázolta a legtöbb szentet akik ezen a vidéken tevékenykedtek: Szent Cirillt, Szent Metódot, Szent Gorazdot, Szent Adalbertet, Szent Beszterédet és más szenteket és személyeket: Nursiai Szent Benedeket, Szent Emmerámot, Goretti Szent Máriát és Bosnyák Zsófiát, akit halála után a surányiak szentként tiszteltek. A főhajóban látható Massányi Krisztus élete ciklusa. A bal oldali mellékhajóban Šimo-Svrček Ján keresztút képei láthatók. Az északi mellékoltár pedig Krisztus Királynak van szentelve. A déli mellékoltáron pedig Szent Cirill és Metód szobrai láthatók. A templom alatti kriptában nyugszik Bosnyák Tamás lánya, Panni (1615-ben halt meg), illetve a Berchtold grófok.

### Surány egykori vára
Surány várát a Hontpázmány nembeli Szegiek építették 1382 és 1401 között. Egy 1382. június 15-ről származó királyi oklevél, mely Garay Miklós nádornak volt címezve, még nem utal a várra. 1401-ben Stibor vajda ostrommal foglalta vissza a Zsigmond ellen lázadóktól. Ezért egy 1403-as oklevélben Zsigmond király a várat Ctibor vajdának adja. Az ő 1414-es halála után a várat fia, ifjabb Ctibor örökölte. 1431-ben az ifjabb Ctibor a végrendeletében a várat feleségére, Szécsényi Dorottyára hagyja. A surányi uradalom helységeit az alábbi módon írja le:

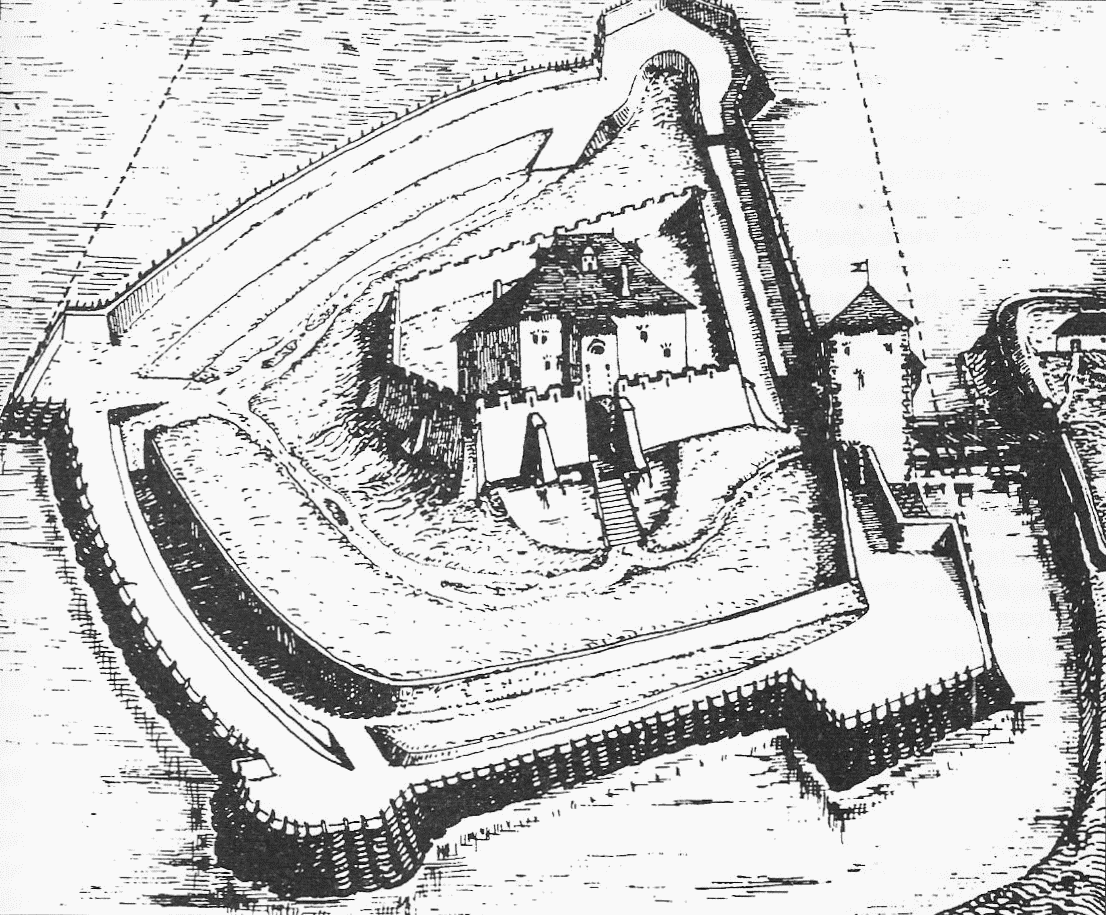
Nagysurány vára – metszet a 15.-16. századból

- Andód község a vágújhelyi ágoston rendieké lesz
- Nagysurány város a hozzá tartozó Kissuránnyal
- Keszi (Kessew)
- Kisvárad (Warad)
- Nagyszeg – Egyháznagyszeg része
- Egyházszeg – Egyháznagyszeg része
- Salgó
- Tolmác (Tolmass) – puszta Tótmegyertől északra
- Szentgyörgy (Sant Iurd) – puszta Tótmegyer és Érsekújvár között
- Keresztúr – Ma puszta Tótmegyertől nyugatra
- Tótmegyer (Meger)
- Csikó (Chykew) – puszta Tótmegyer és Nagysurány között

A vár első kapitánya Török Benedek (Benedikt de Turuch) lehetett. 1434-ben ifjabb Ctibor is meghalt, amivel a beckói család kihalt, a várat Ctibor özvegye, Szécsényi Dorottya kapta meg. A vár helyettes kancellárja ebben az évben Csuklyás Pál volt, a kapitány pedig Petrás István. Ellentétbe kerültek az esztergomi érsekkel, amiért 1434. december 3-án Budán elítélték őket. Szénás László lett a következő kapitány. 1444-ben a várat Országh Mihály nyitrai ispán és nádor kapta meg, mivel feleségül vette Szécsényi Dorottyát. Országh a vár megszerzése után elfoglalta a komjáti kastélyt és megölette a kastély urát, Forgáchot. Ebben a gyilkosságban több környékbeli úr is részt vett: Zana Lőrinc, Kőrösközi Miklós surányi várkapitányok, Kürthy János, Ebedeczy Miklós, Kismányai László, Balogh Miklós, Thúroczy János, Soóky János és Zekne Pál. Bár Forgách testvére, János feljelentést tett az ügyben a királynál, azonban Országhtól sokan tartottak, így az ügyből nem lett semmi. Országh hű szolgája volt Mátyásnak. 1462-ben Horváth Péter lett a vár kapitánya. 1482-ben, Országh Pál halála után a várat fia, László örökölte, aki azt lányának, Dorottyának adta. Dorottya férjhez ment Korláthkőy Péterhez, így a vár az övé lett. Korláthkőy Péter a mohácsi csatában esett el 1526-ban. Lánya, Erzsébet Nyári Ferenc honti ispán felesége lett. Nyári Ferenc, a kiváló katona utód nélkül halt meg 1553-ban. A vár Országh Kristófé lett, aki a várat csak 1560-ban vette át, addig a várat Nagyváthy Antal igazgatta. 1565 és 1569 között a vár kapitánya Dersky István volt. Ezután egy évig volt itt kapitány a lepoglavai Krusics János báró. 1569-ben Forgách Simonnak jutott a vár, akinek 1598. szeptember 24-én bekövetkezett halála után Illésházy István vette meg Surányt, Trencsénnel és Bánnal együtt 201 065 tallérért a Forgách családtól 1599-ben. Ekkor már minden bizonnyal szlovákok lakták a várost, mivel a vár gondnoka szlovák nyelven írt levelet Körmöcbányára, melyben tudatja, hogy Illésházy a vétellel jó üzletet csinált. A trencséni várral megszerezte a trencséni ispán címet is. Illésházy valóban kiváló üzleti érzékkel bírt, szívesen kölcsönzött még a királynak is, hogy így gyarapíthassa birtokait. 1609. május 5-én halt meg Bécsben és a bazini katolikus templomban temették el. Halála után Illésházy özvegye, Pálffy Katalin a várat 1613-ban Bosnyák Tamásnak adományozta, aki Surány több épületét is kijavíttatta és új építkezésekbe kezdett. Tamás fia, Bosnyák István idejében épült a surányi templom. Bosnyák Tamás 1634. december 19-én halt meg Surányban. Mivel országos jelentőségű személy volt, ezért temetését csak 1635. június 4-én tartották Nyitrán, hogy a vendégek el tudjanak jönni. A végrendeletet június 7-én hajtották végre, mely szerint a Surányi vár egyik fele fiát, Istvánt, esztergomi kanonokot, későbbi nyitrai püspököt illeti, másik felét lányára, Zsófiára hagyja, aki Wesselényi Ferenc felesége volt. Bosnyák Zsófia Sztrecsényen halt meg 1644. április 28-án. Mumifikálódott testét 1689-ben Vágtapolcán helyezték el. 1663. október 10-én a várat elfoglalják a törökök. Ebben az időben járt Magyarországon Evlija Cselebi, aki közvetlenül elfoglalása után járt Surányban. Evliya szerint a vár tölgyes dombok alatt fekszik, négyszög alaprajzú favár, mely palánkkal rendelkezik. Dél felé kettős kapuja van és körben vizesárok övezi. Evliya leírásából Surányt Bekke pasa vette be ruméliai katonáival. A vár gyakorlatilag megadta magát. A törökök 227 foglyot ejtettek. Evliya szerint ezek a foglyok segítettek bevenni Érsekújvárat úgy, hogy lecsapoltatták az érsekújvári várárkot. A segítségükért cserében Ali pasa az iszlámra való konvertálás után szabadon engedte őket. A leírás vélhetőleg nem igaz, mivel a török történetírók igencsak szerettek mesékkel és mondákkal tarkított elemeket beleszőni a történeteikbe, hogy ezáltal olvasmányosabbak legyenek. Fényes Elek tévesen jegyzi meg Surányról, hogy várát a törökök lerombolták. A várat a törökök elfoglalása után még meg is erősítették. 1664-ben Souches sikeres ostrommal visszavette Nyitrát és Lévát, azonban Suránnyal nem boldogult, pedig az esztergomi érsek sürgette Surány visszavételét. Még a pápa is küldött 20 000 aranyat Surány visszavételére, azonban mindhiába. A császár ígéretet tett, hogy a surányihoz erős várat épített Gútán vagy Stomfán. Amint erről tudomást szereztek a törökök, ismét megerősítették az érsekújvári és surányi várat. A várat 1684 októberében beveszi Czobor Ádám 1200 huszárjával. Bercsényi Miklós 1704-ben veszi be a várat. Rákóczi De Riviére és La Maire francia mérnökökkel megjavíttatja a surányi várat. 1709 áprilisában Wallis nyitrai kapitány 400 bányavárosi lovassal megerősítve beveszi Surányt. Surány palánkját a labancok megerősítették. Éppen ezért 1709. április 11-én a kurucok gyors ostrommal visszafoglalták Surányt és a palánkot lerombolták. 1710. szeptember 14-én Sigbert Heister ostrom alá vette Érsekújvárt és Surányt is. Surány szeptember 21-én, Érsekújvár szeptember 23-án esett el. A surányi vár lebontására a Rákóczi-szabadságharc után került sor, azonban ennek pontos ideje ismeretlen. A teljes várat nem bontották azonban le, ezt a 20. század elejéig folyamatosan a surányiak tették meg. Az egyháznagyszegi Csery Imre leveleiből maradtak ránk a surányi vár utolsó említései, amelyek az 1720-as évek közepéről származhatnak. 

A vár valahol a mai Váraljácska (Podzámeček) és a Pallacini grófok egykori kastélya között állhatott és négy, egyenként 15-20 méter magas tornya volt. A földszinti termeket raktárnak használták. A vár rendelkezett kúttal is. Mivel a surányi vár alföldön feküdt, így palánkkal volt megerősítve, amely kezdetben csak facölöpből állt, később viszont már kőből épült. A vár udvarán néhány kúria is állt. Matunák Mihály, a vár első kutatója megemlíti, hogy a Nyitrácska folyó jobb partja jelentősen magasabban fekszik, mint a bal partja. A későbbiekben a jobb parti építkezések alkalmával az alábbi szövegtöredéket tartalmazó kőre bukkantak: "S BOSNIAK EQUES KIENSIS * FF * ANNO 1". Ebből kiolvasható: Thomas Bosniak Capitaneus Fülekiensis fieri fecit Anno 1…, ami annyit jelent, hogy Bosnyák Tamás aranysarkantyús lovas, füleki kapitány építette 1…(évszám hiáyzik). Matunák a helyiek elbeszélései alapján próbálta a helyi várat rekonstruálni. Jánosszegen maga is talált egy 17. századi sarkantyút. Ez alapján és egyéb forrásokból feltételezte, hogy Jánosszegen voltak a vár legelői. A vár romjaiból a legtovább az egyik torony maradt meg, melyet egy szélvihar döntött le 1867-ben. Ezen szélvihar döntötte le az újvári plébániatemplom tornyát is. Az északi városkaput 1889-ben nagyrészt szétszedték. Eredetileg a várat körbefolyta a Nyitra, amelynek az itteni oldalágát nevezték Nyitrácskának, amely a mai Szigettől folyt az alsó malomig. A másik ág egykor a mai szőlőhegy irányába folyt (ennek a helynek a mai neve: Sáncok mögött) át a Baláton egészen a Váradi járdáig, ahol mindkét ág újra egyesült a Nyitra folyóvá. A surányi vár romboid alaprajzú volt. A várkapitányok az igényeknek megfelelően a két ágat zsilipek segítségével árasztották el. Ha nagyobb területet árasztattak el, az egész várat bevehetetlenné tették a kialakuló nagy mocsár miatt.

### Egyéb emlékek
- Kisvárad nevű részének határában Közép-Európa egyik legjelentősebb, "szlovák Trójának" is nevezett földvárának maradványai láthatók. Itt találták a "Magna Maternek" is nevezett ún. "kisváradi Vénusz" szobrocskát.

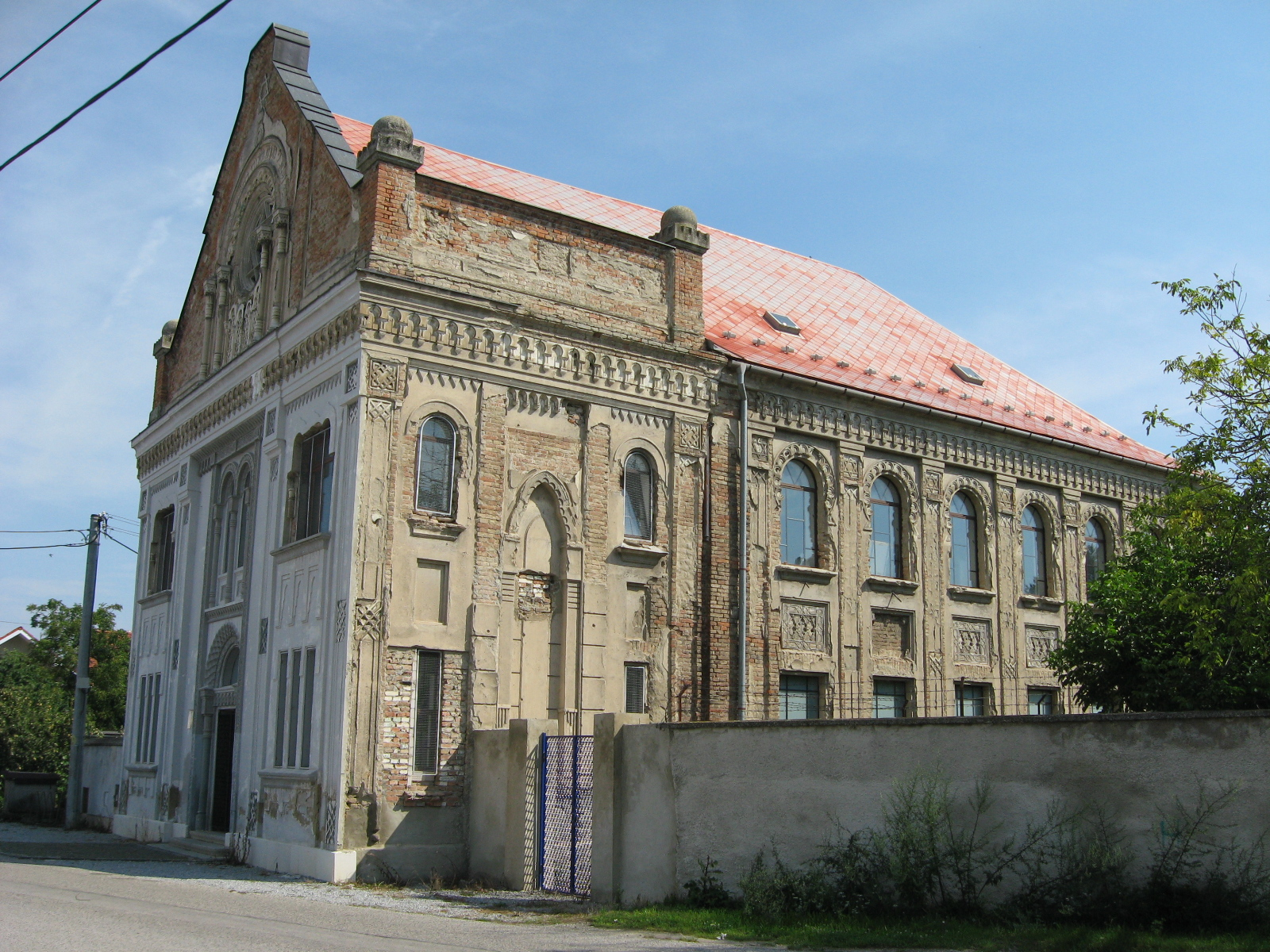
Nagysurány zsinagógája.

- A surányi zsinagóga 1916-ban épült. Főhomlozata és külső falai is gazdagon díszítettek ornamentumokkal, íves ablakkeretekkel. Stílusát tekintve eklektikus, melyben a mór, a bizánci és a szecessziós építészet elemei keverednek. Belső terében a mennyezet vasbetonból készült, kazettás kivitelezésű, amely a zsinagógáknál rendkívül ritka. A kazettás mennyezet sarkaiban stukkós díszítés található. Az 1990-es évek második felében belső felújítást hajtottak végre az épületben és 2005 májusában a nyilvánosság számára megnyitották azt, kiállításokat, előadásokat, koncerteket rendeztek benne. 2007. szeptember 21-én megnyitották itt a helyi múzeumot. 2008 nyarán újabb felújítást végeznek, melynek célja a zsinagóga belső terének visszaállítása a háború előtti állapotra. Ennek során felújítják a később lefestett, eredeti kazettás mennyezet ornamentumait.

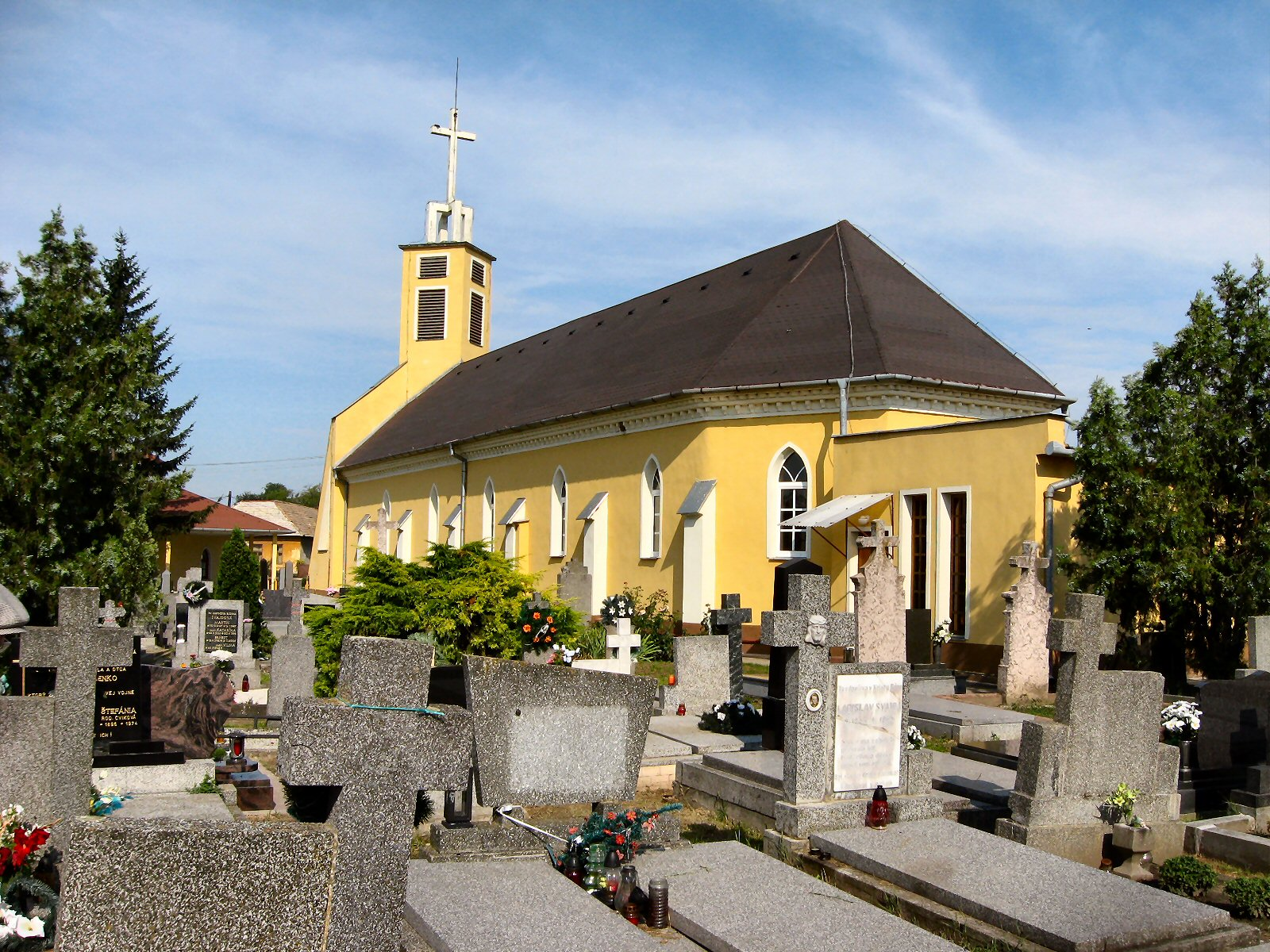
Kisvárad Szent Márton temploma

- Kisvárad temploma
- Egyháznagyszeg két temploma

## Sport
- 1998-ban építették fel a surányi sportcsarnokot.
- A legjelentősebb sport Surányban is a futball. Ennek a sportnak a legnagyobb sikerei a 30-as évek végén kezdődnek. A Magyarországhoz való visszacsatolás után a surányi futball csapat megnyerte az Érsekújvári, Lévai és Somorjai járások bajnokságát is. Legeredményesebb időszakuk 1952–1957 között volt. Azóta a futball csapat régi dicsőségét nem tudta visszaszerezni.
- Nagysurányt kiváló módon képviselik atlétáik. A Malík család több tagja jeleskedett sportgyaloglásban. Štefan Malík részt vett az Atlantai olimpián. Testvére Peter Malík Poděbrady-i és Götteborg-i világbajnokságon vett részt.
- Néhány kézilabdázó is surányi származású: Lenka Mudráková, Michaela Vachová, Lucia Váradyová, Hana Révayová.
- Róbert Nagy kiváló eredményeket ért el kerékpározási versenyeken.
- Ľuboš Matejíčka pedig kulturisztikában teljesített nagyszerűen.

## Híres személyek

### A város szülöttei

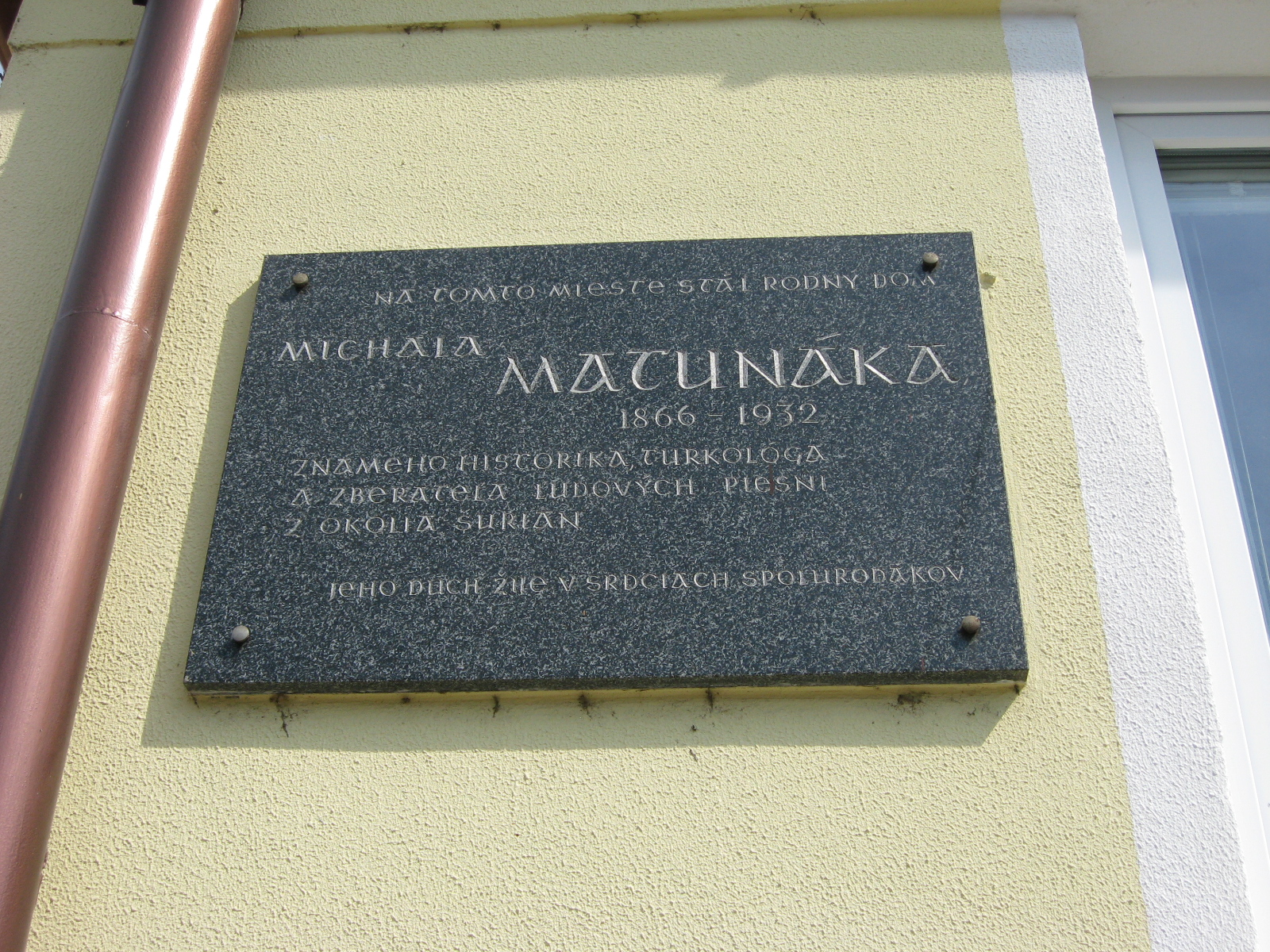
Matunák Mihály emléktáblája szülőházának helyén.

- Itt született Bosnyák Zsófia bárónő (1609. június 2. – 1644. április 28.), Wesselényi Ferenc nádor első felesége.
- Itt született Lőwy Izsák (1793– Újpest, 1847. április 8.) tímármester, Újpest község első bírója.
- Itt született Matunák Mihály (1866–1932) történész, körmöcbányai levéltáros.
- Itt született Tóth János (1856–1907) nyitrai kanonok.
- Itt született Erdélyi Mór (fotográfus), született Grünwald  (1866–1934) fényképész, fotóriporter.
- Itt született Mühlbeck Károly (1869–1943) akadémiai festő.
- Itt született Detre László (1874–1941, született Deutsch) bakteriológus-orvos, az antigén elmélet megalkotója.
- Itt született Nemes Albert (1894–?) ügyvéd, a Zsidó Párt elnöke Csehszlovákiában.
- Itt született Richte Antal (1894–1956) műegyetemi tanár.
- Itt született Partos Sándor (1898–1937) nyitrai belgyógyász, kutatóorvos.
- Itt született Rako Flórián (1901–1980) népi festő.
- Itt született Ladislav Bolcek (1905–1987) orvos, pozsonyi egyetemi tanár.
- Itt született Alexander Markuš (1913–1945) tanár, partizán.
- Itt született Martin Tvrdoň (1914–1996) szlovák festőművész.
- Itt született Jozef Barmoš (1954) Európa-bajnok csehszlovák válogatott szlovák labdarúgó, edző.
- Itt született Hiro (Molnár Miklós) és Giajjenno (Molnár Ádám) énekesek és rapperek, az AK26 zenekar tagjai.
- Egyháznagyszegen született Tóth Domonkos nagyszombati segédpüspök.
- Nagycsikón született Hatala Péter (1832–1918) misszionárius, teológus, pesti egyetemi tanár és rektor.

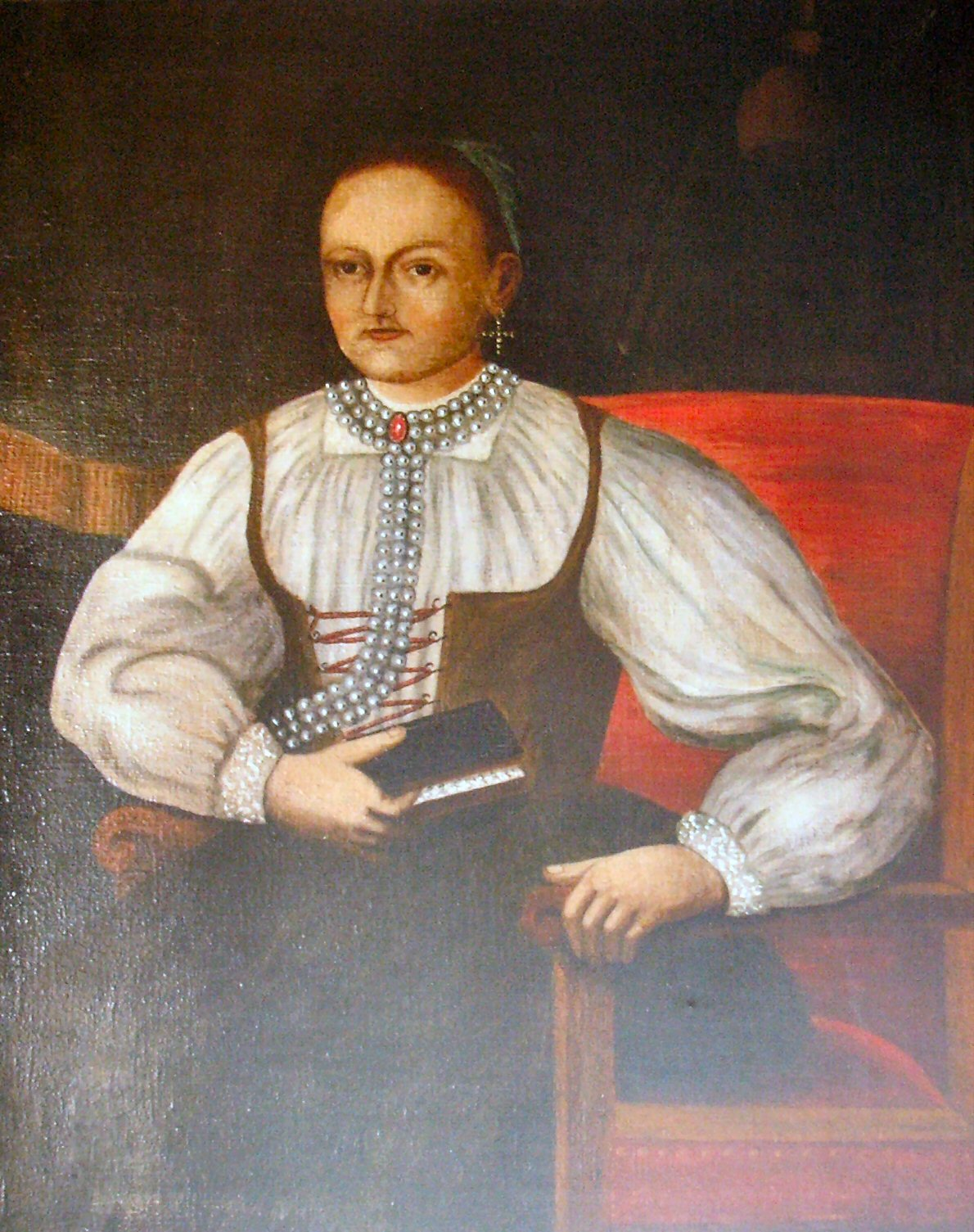
Bosnyák Zsófia portréja a vágtapolcai katolikus templomban.

- Kisváradon született és ott halt meg Roszival István (Štefan Rosival; 1844–1915) pápai prelátus, egyházjogász, kanonok, országgyűlési képviselő.[15]
- Egyháznagyszegen született Turchányi Ödön (1848–1927), az Érsekújvári járás szolgabírója.

### A városhoz más módon kapcsolódók
- Itt halt meg Bosnyák Tamás báró (1572–1634), surányi, füleki és érsekújvári várkapitány.
- Itt élt gyerekkorában Bosnyák István báró (1607–1644), nyitrai püspök.
- Itt élt és itt halt meg Berchtold László gróf (1829–1885) országgyűlési képviselő, nyitrai ispán.
- Itt élt és itt halt meg Kardhordó Antal (1797–1874) pap, szlovák nemzetébresztő.[16]
- Itt élt és Rajcsulán temették el Hatvany-Deutsch Sándor bárót (1852–1913), több cukorgyár alapítóját országszerte, országgyűlési képviselőt.
- Itt élt és itt nyugszik Geyer Emília (?–1949) helyi birtokos, Geyer Vilmos felesége, egy német nyelven írt surányi szakácskönyv szerzője.
- Itt élt és itt nyugszik Sládkovič Tibor (1928–1973) zeneszerző.
- Itt élt és itt nyugszik Markovics Károly (1912–1978) történész, katolikus pap és teológus.
- Kisváradon élt Kardhordó Alajos (1831–1904) borász szakíró.
- Innen származnak az angol humorista, Stephen Fry anyai felmenői.
- Itt élt és itt hunyt el Ehrenfeld Jesája (1850–1902) rabbi.
- Itt szolgált Friedländer Méír Hirsch bölcseleti doktor, rabbi.

### Forrásmunkák
- Matunák Mihály: Nagysurány hajdani vára történetének vázlata, Érsekújvár, 1889
- Ladislav Zrubec – Viliam Nemček: Šurany (Nagysurány), Západoslovenské vydavateľstvo Slavín v Bratislave (Nyugat-Szlovákiai Szlavín Kiadó Pozsonyban), Bratislava, 1968
- Laco Zrubec: Šurany (Nagysurány), Mestský úrad Šurany (Nagysurány Városi Hivatal), Šurany, 1998
- Štefánik, P. 2007: Slovenské gymnázium v Šuranoch v rokoch maďarskej okupácie 1938 – 1945. Šurany.
- Jozef Šutka: Šurany v zrkadle dejín. Bratislava, 2008.